# Palacios nazaríes
Los Palacios Nazaríes, también llamados Cuarto Real Viejo son un conjunto palatino de la Alhambra de Granada formado por dos palacios independientes, el Palacio de Comares y el Palacio de los Leones, y anejos, Mexuar, escogidos por los Reyes Católicos para habitarlos en sus estancias en Granada del sinfín de  palacios, palacetes, grandes casa y torres-palacios que la ciudad palatina de la Alhambra ha albergado. Estas residencias se fueron sustituyendo de acuerdo a los preceptos islámicos de no construir nada que se perpetúe en el tiempo y a la tradición de que cada sultán se hiciese su palacio para demostrar su poder personal. La decisión de los Reyes Católicos garantizó su conservación, frente a otros monumentos árabes maltratados, abandonados o destruidos, en su mayoría por las tropas napoleónicas en su intento de destruir la ciudadela a su huida.Alguno de estos palacios fueron sede de la corte nazarí, desempeñando funciones administrativas, protocolarias, residenciales y disfrute. Cronológicamente fueron levantados después de la alcazaba, el Generalife y el Partal, siendo su construcción del primer tercio del siglo XIV.

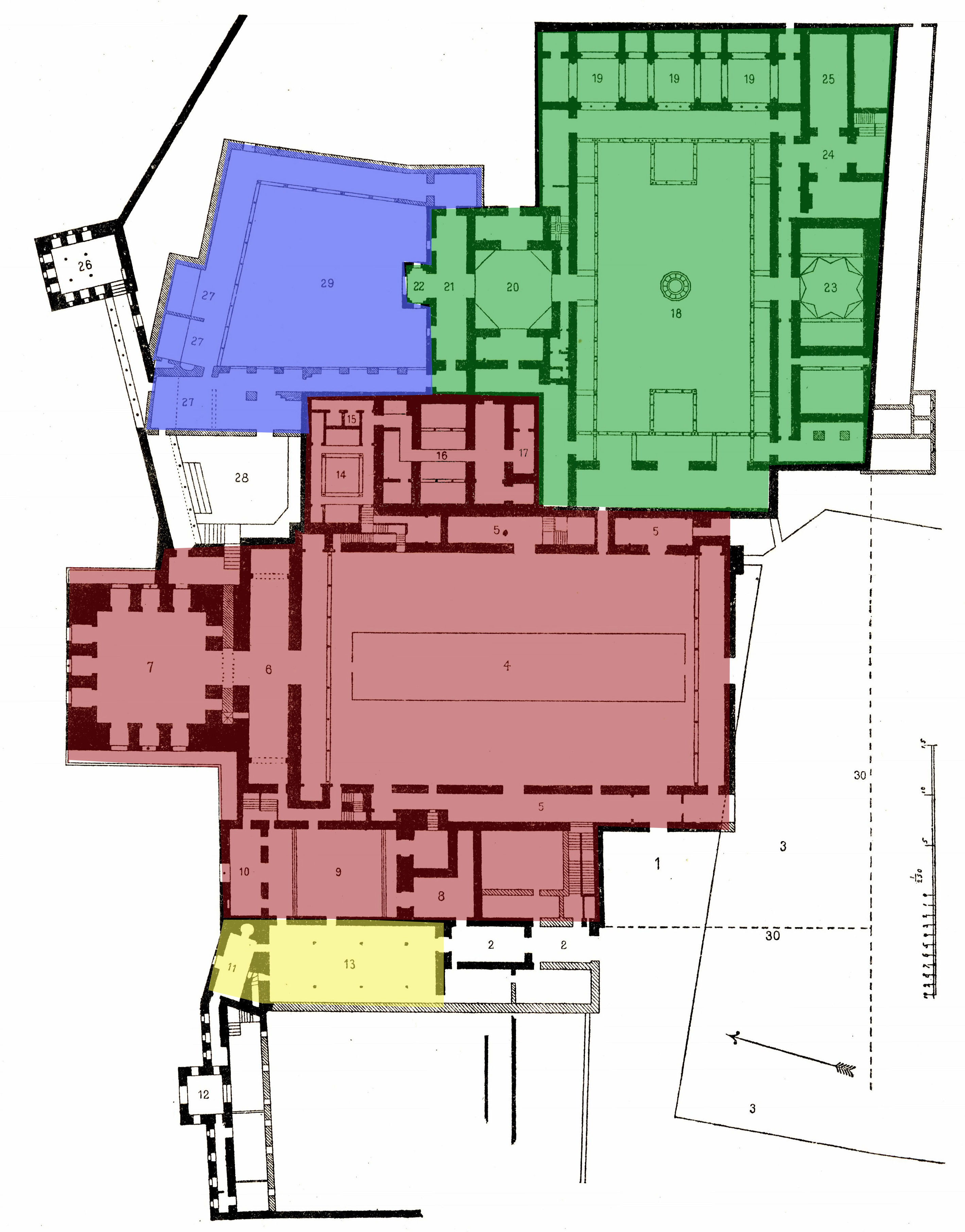
Plano de los Palacios nazaries y de las Habitaciones del Emperador.
Mexuar -amarillo-
Palacio de Comares -rojo-
Palacio de los leones -verde-
Habitaciones del Emperador -azul-

## Mexuar
Dedicado a la administración de justicia, es un conjunto heterogéneo de estancias, de diversas épocas, reutilizadas y muy reformadas. 

### Patio de la Mezquita
Con escasos vestigios de una espléndida construcción desaparecida.

### Patio de Machuca

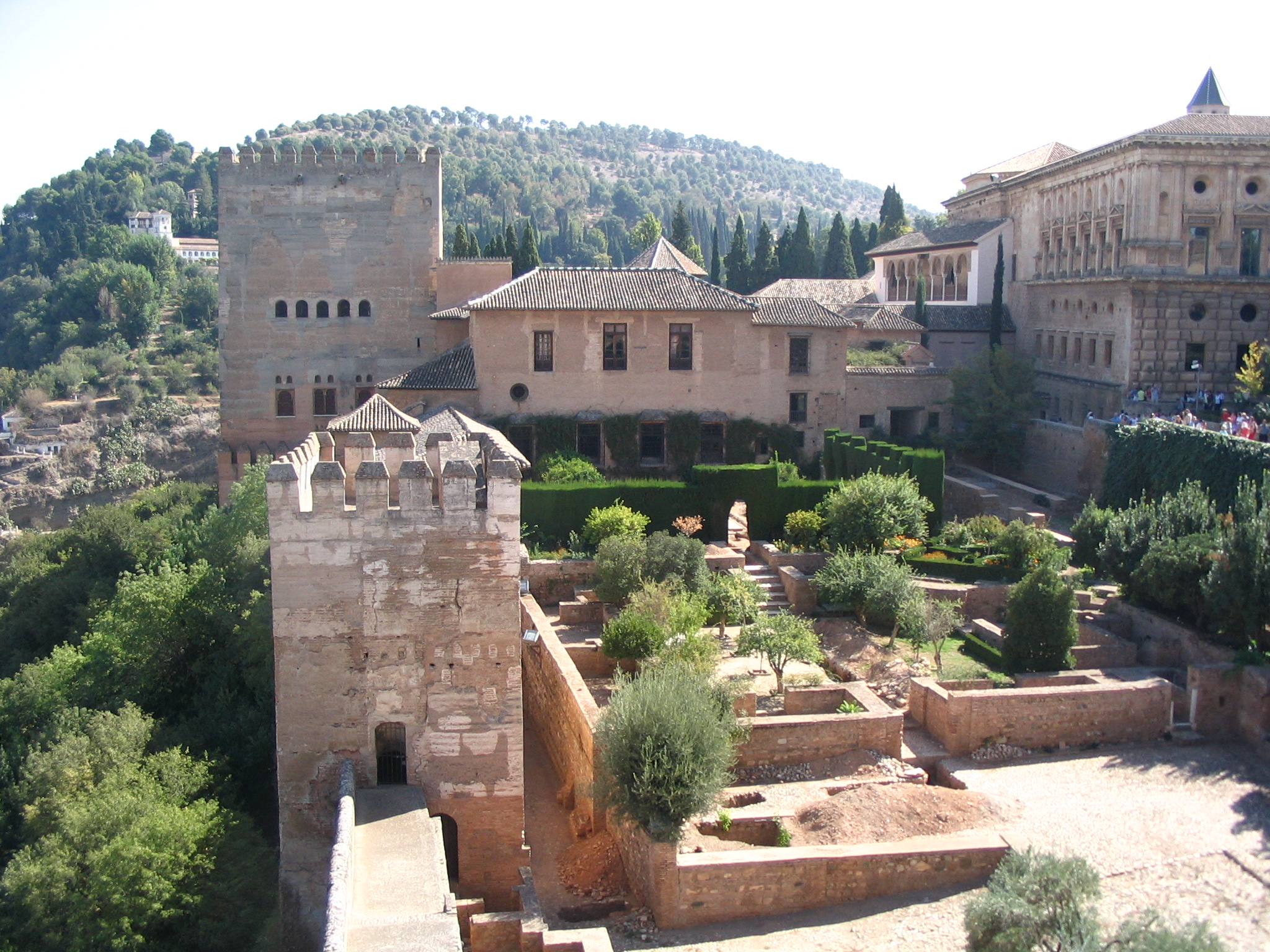
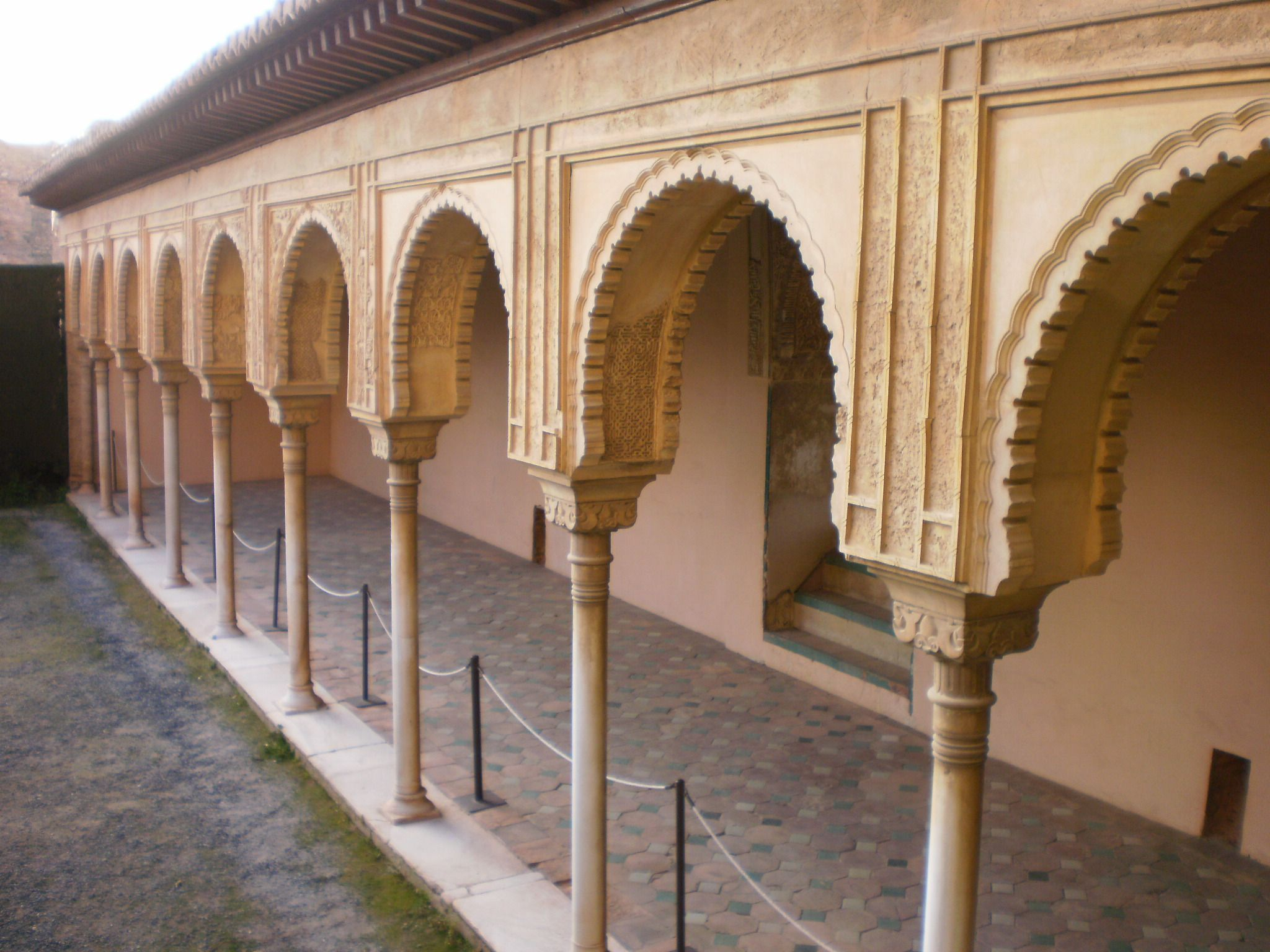

Dónde vivió Pedro Machuca, con los restos de un palacio nazarí.

### Sala del Mexuar

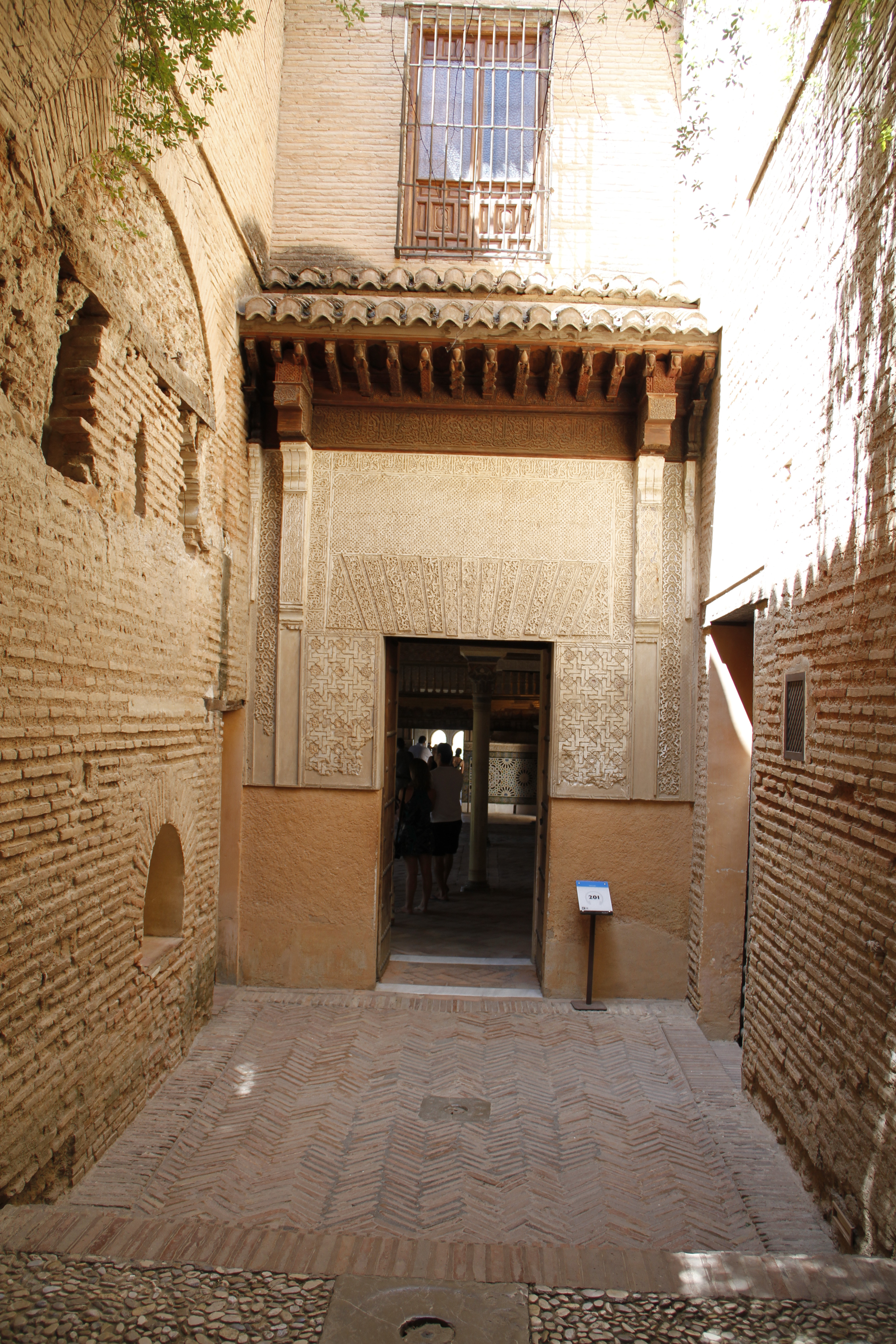
Entrada
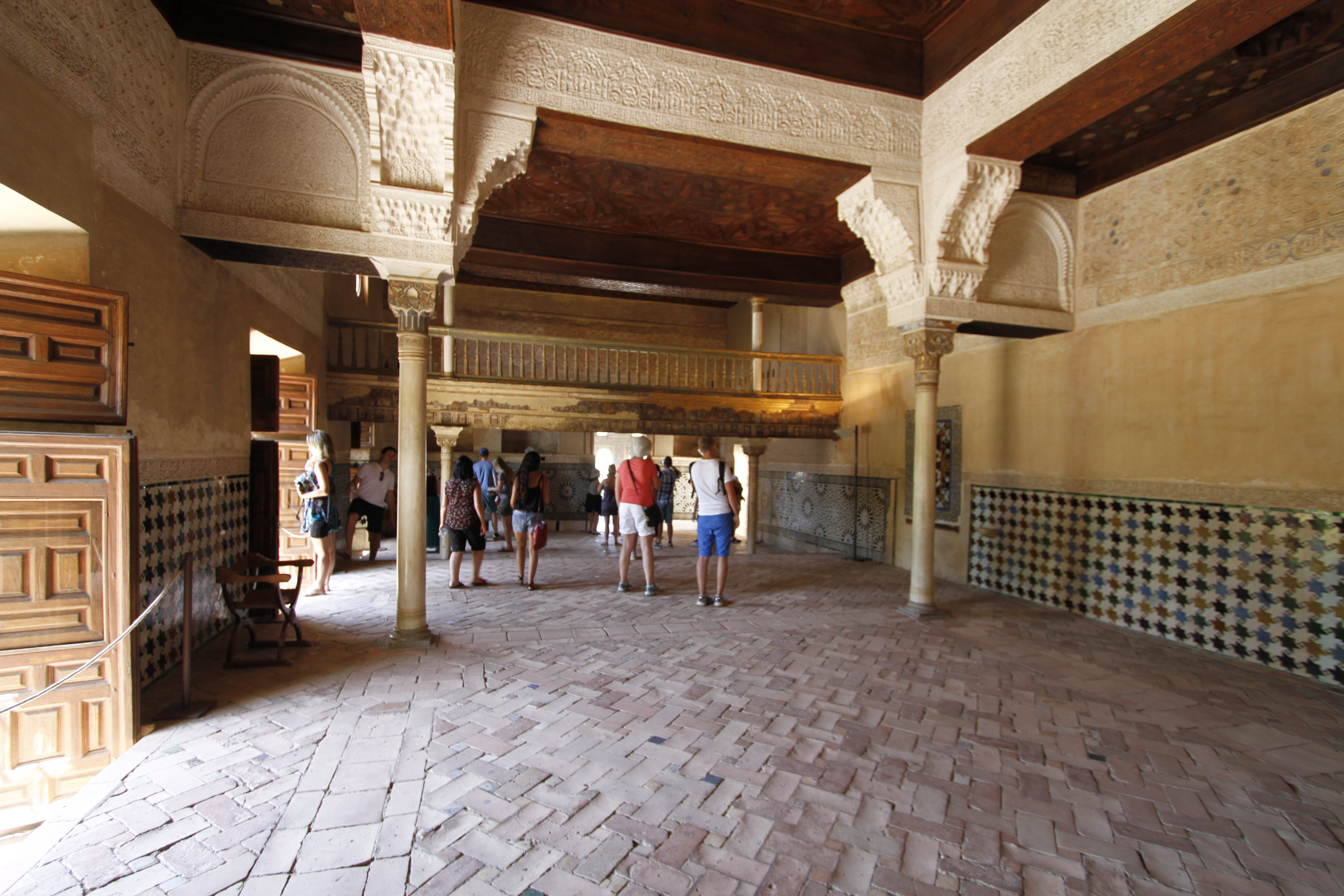
Interior del Mexuar.
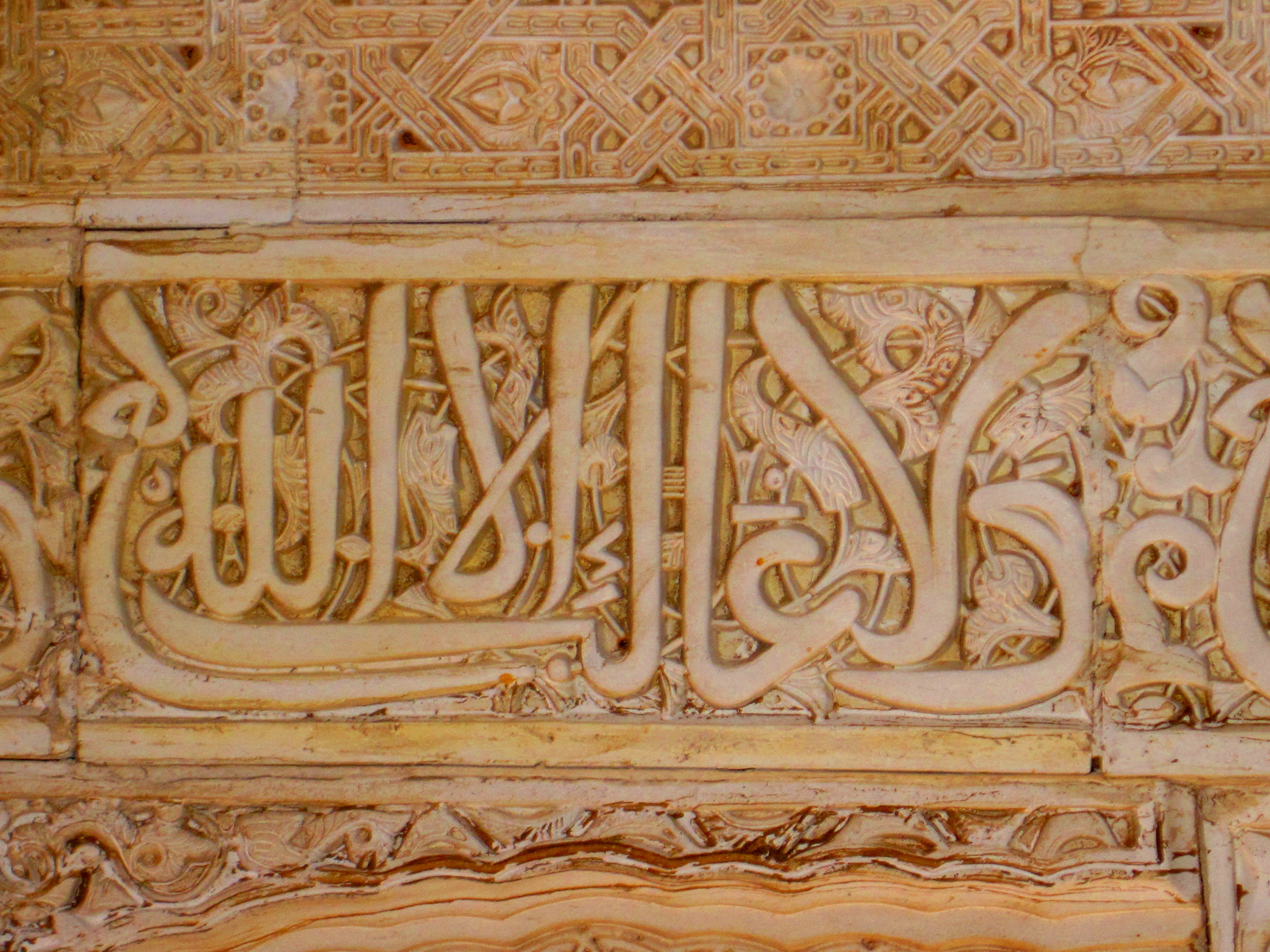
Detalle de la escritura de la pared de la sala del Mexuar: «Solo Dios es vencedor».
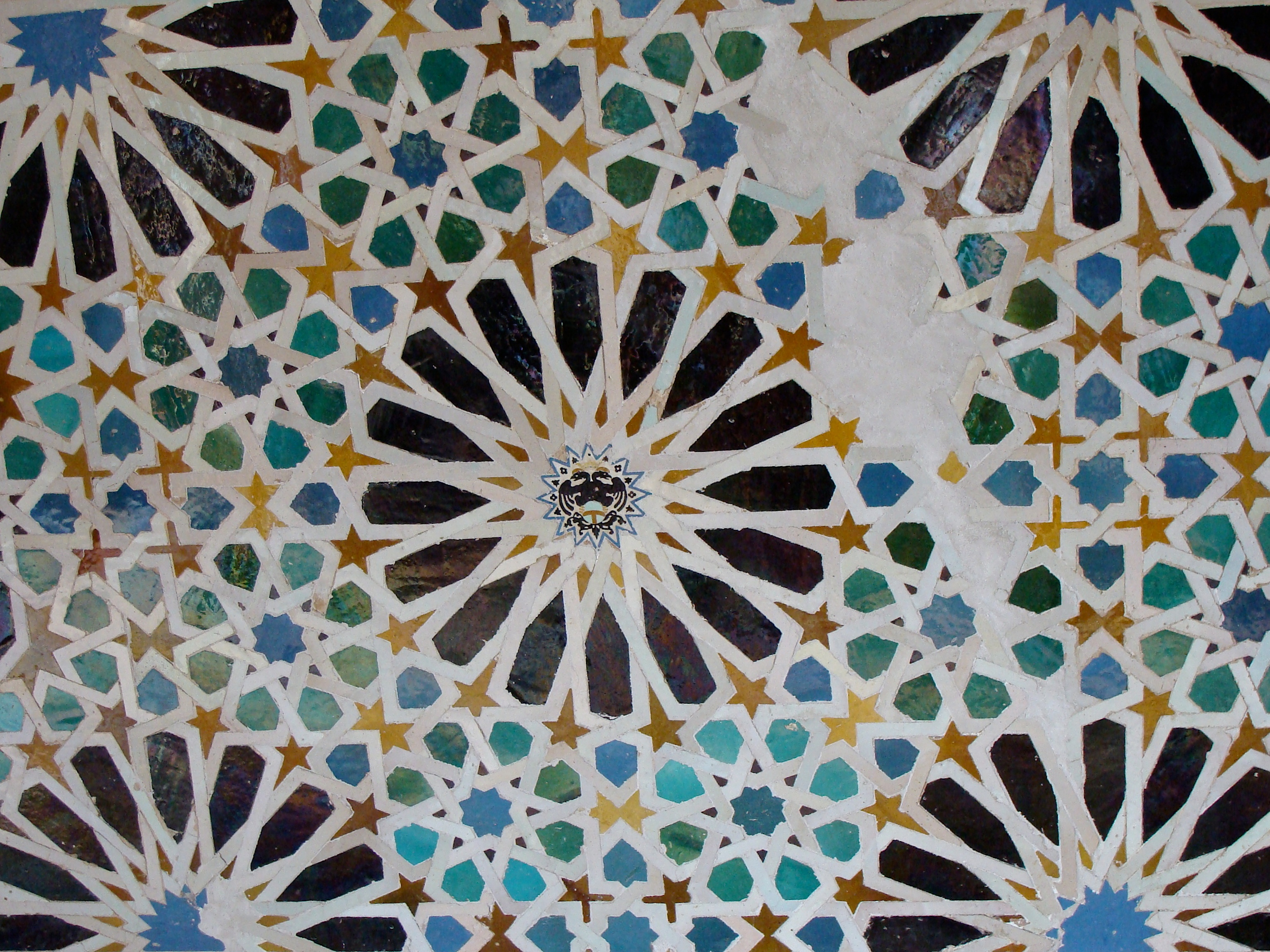
Paño de azulejos del Mexuar, en el que se combina la técnica y estilo nazarí con la simbología cristiana, que representa el águila bicéfala de la monarquía castellana

Es la sala más antigua del conjunto palatino, debió pertenecer a una estructura anterior al Palacio de Comares y al de Los Leones, y probablemente fue construido por Isma’il I (1314-1325), sirviendo de sala de audiencia y justicia para casos importantes. Tenía una cámara elevada cerrada por celosías donde se sentaba el sultán a escuchar sin ser visto, aunque su nombre proviene del término árabe Maswar, lugar donde se reunía la Sura (Consejo de Ministros).
Fue reformado por Muhammad V para servir de sala de espera para los solicitantes de justicia al construir el Patio del Mexuar. Los Reyes Católicos le añadieron una planta encima, cortando el lucernario central y la transformaron en capilla, agrandándola hasta el norte con el derribo de un tabique y abriendo  ventanas laterales.en el siglo XIX y XX fue restaurada.
La decoración es el resultado de multitud de intervenciones entre el siglo XVI y el siglo XX, en la que destacan las columnas y capiteles característicos de la arquitectura nazarí. En los paños de azulejos que decoran sus paredes se combinan piezas de origen nazarí con intervenciones y piezas cristianas.

### Oratorio del Mexuar

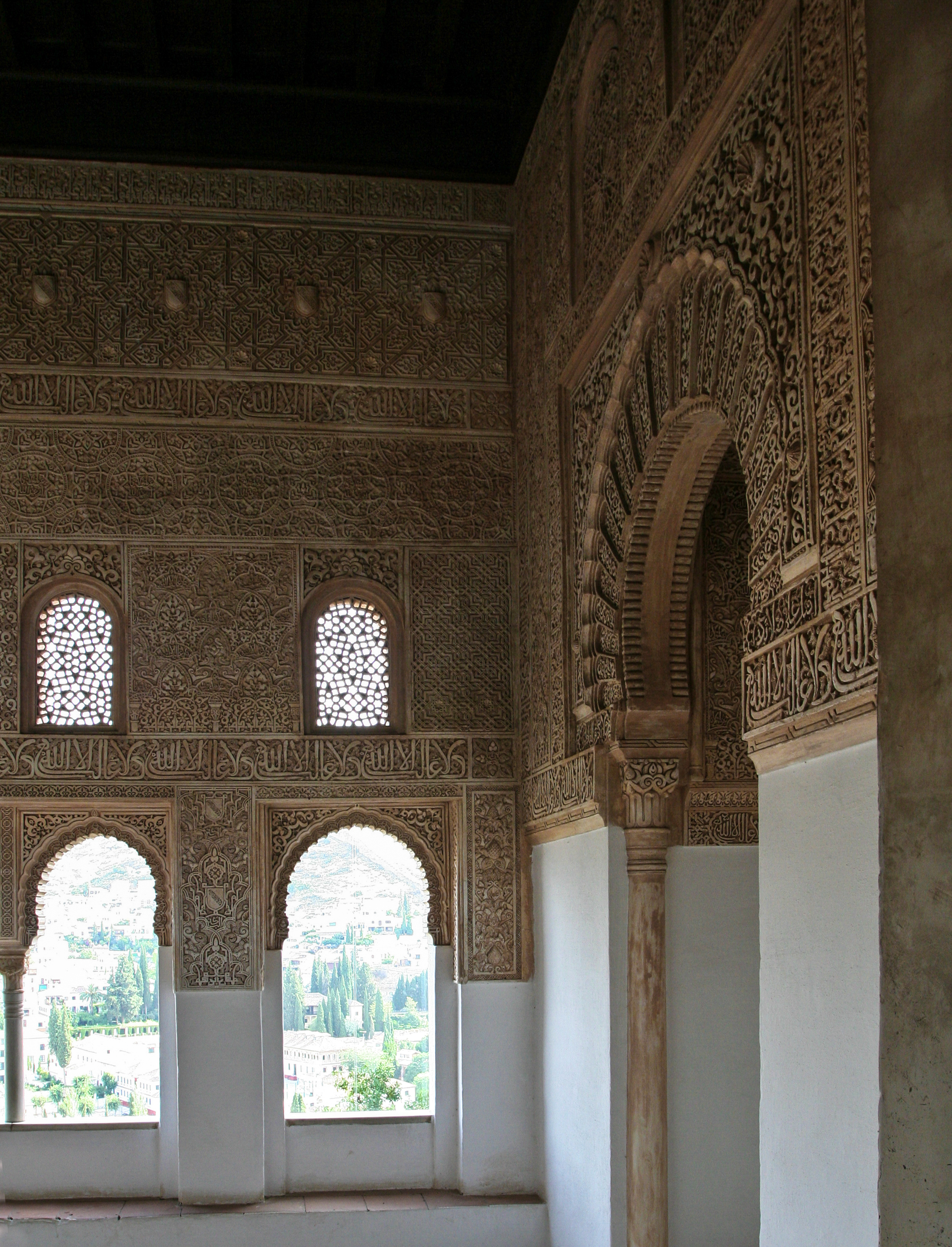
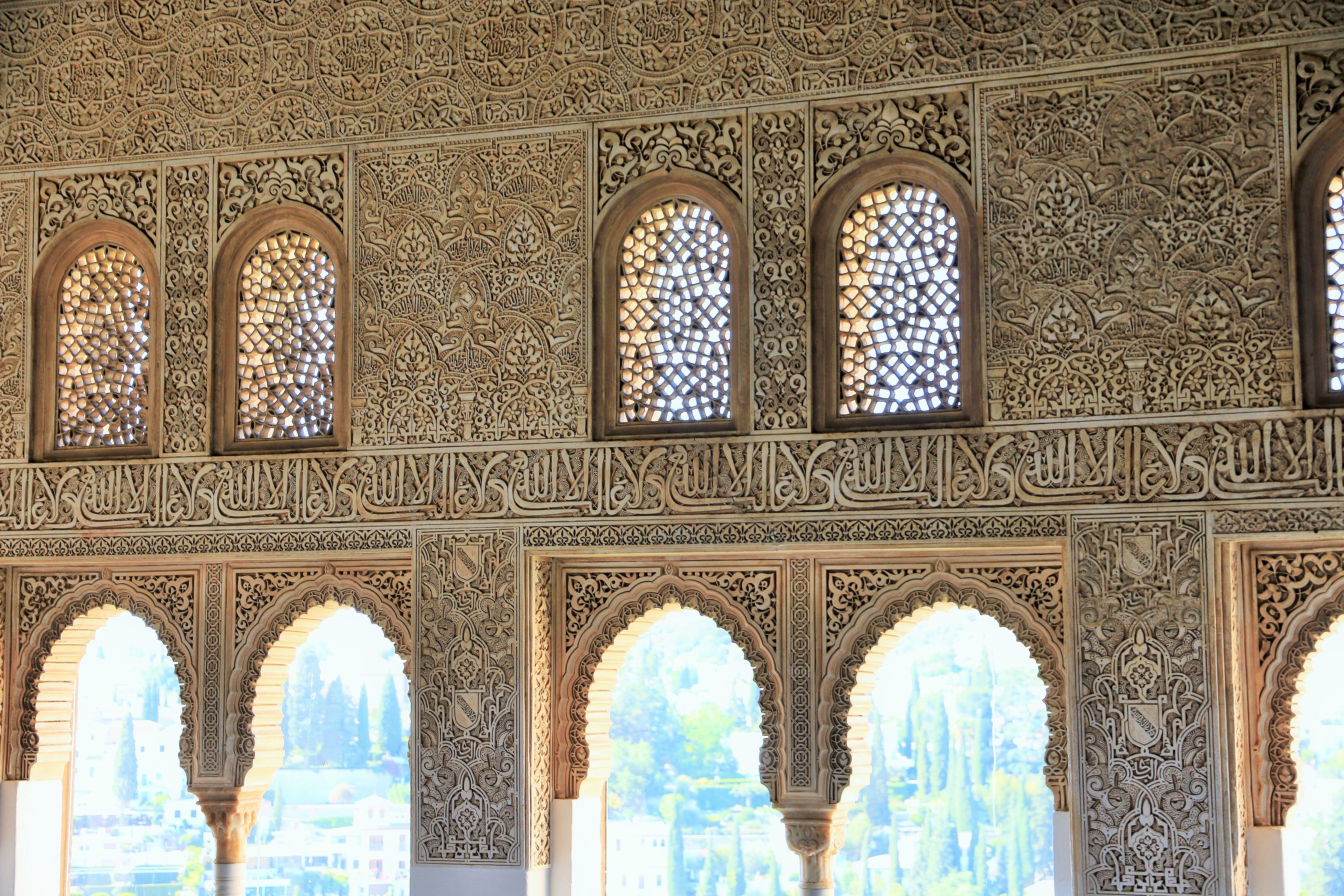

Anejo al Mexuar, por su lado norte, se encuentra una bella y alargada mezquita, muy restaurada, desde donde se divisa el Albaicín, se encuentra orientado de forma diferente a la muralla, para cumplir su función religiosa. Se accedía desde el Patio de Machuca en época nazarí.

### Patio del Mexuar o Patio del Cuarto Dorado
Se encuentra a continuación del Mexuar. Es un pequeño patio con fuente en el centro, con el Cuarto Dorado a la izquierda, norte y la fachada del Palacio de Comares a la derecha, sur.  El suelo de mármol es fruto de una restauración, sólo se conservan algunas losas del original, junto al muro lateral derecho (mirando hacia la fachada de Comares).

### Cuarto Dorado
No se conoce con certeza el destino dado a esta zona en época nazarí, aunque se cree que en ella se encontraban los solicitantes de justicia hablando con el sultán, debajo del alero de la fachada del Patio de Comares. Sí se sabe que se adaptó como habitación para Isabel de Portugal, para su estancia en la Alhambra, aunque nunca llegó a ocuparla. En la fachada del cuarto destacan los capiteles de su arco de entrada. Dentro del cuarto sobresale la techumbre, en madera de cedro, y decoración de piñas y conchas, con armadura de cuatro faldones. Bajo él, ventanas cerradas con celosías. Dos portadas rectangulares bordeadas de cenefa de cerámica. La estancia está decorada con pinturas góticas y escudos y emblemas de los Reyes Católicos. 

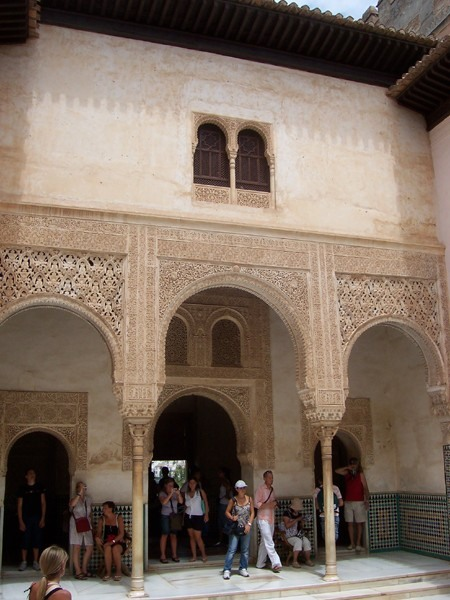
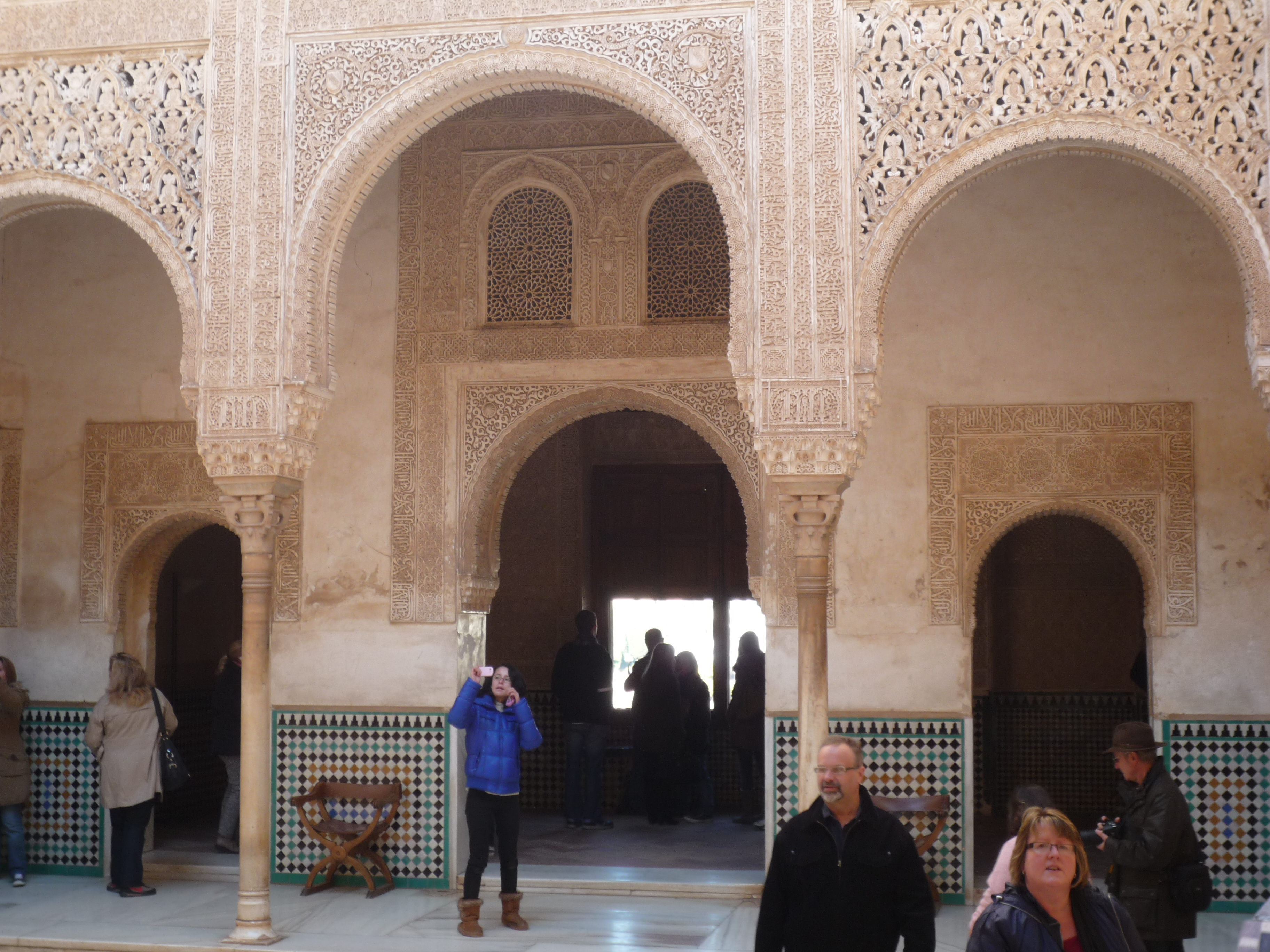
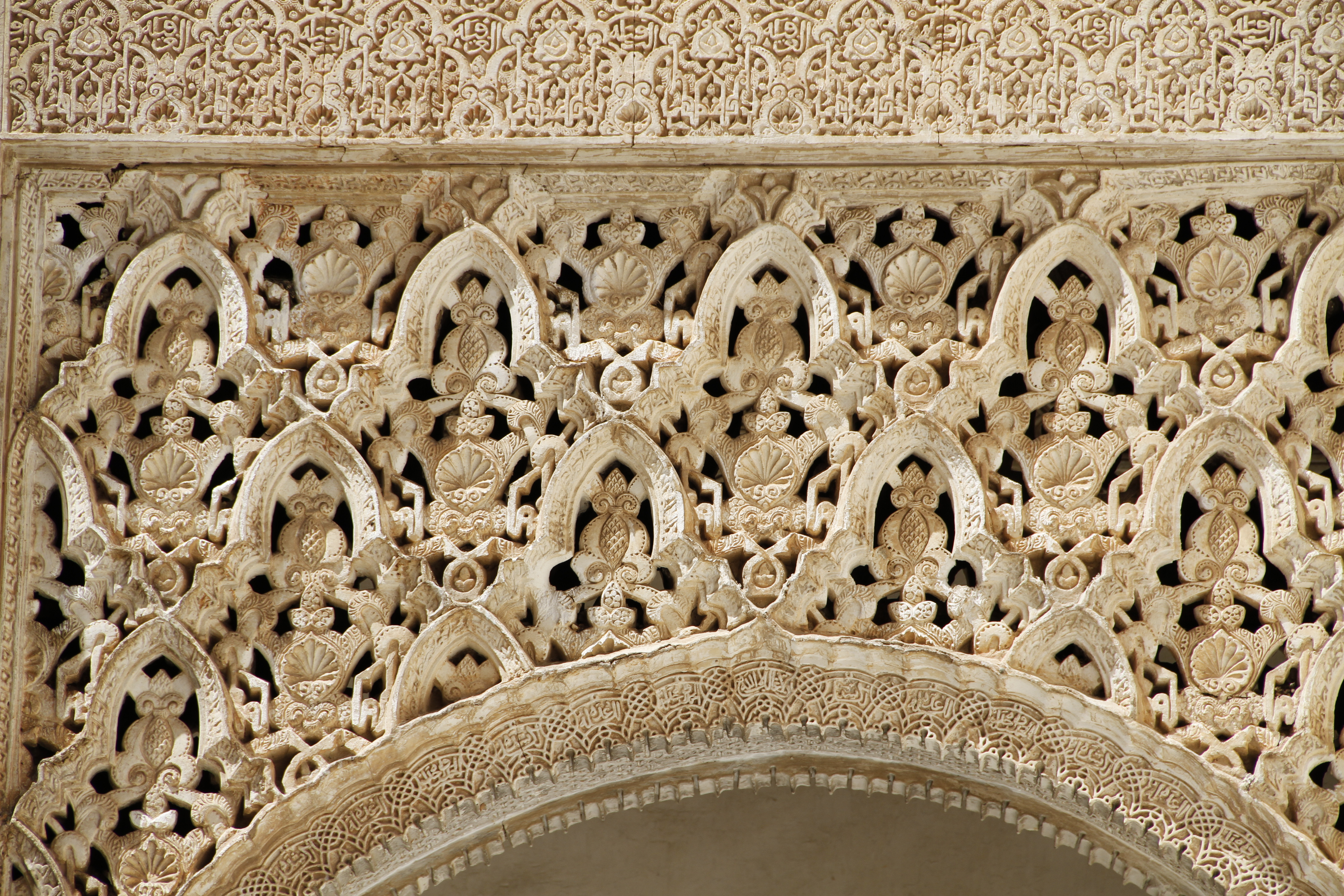
Detalle de la fachada del cuarto dorado.

## Palacio de Comares
El palacio se construyó en torno al patio de los Arrayanes, el inicio de las obras se realizó durante el reinado de Ismail I de Granada que reinó entre 1314 y 1325, continuó la obra Yusuf I de Granada (1333-1354) que murió asesinado antes de verla concluida y finalmente Mohamed V pudo terminarla en 1370.  El palacio principal posiblemente sea la sede del poder ejecutivo mientras que en los patios contiguos actúan el poder judicial y administrativo. Se accede por el lado sur del patio del Cuarto Dorado. Tiene planta rectangular con un gran patio central porticado en los extremos más cortos y en el que se localiza una alberca. En el norte del patio encontramos las dependencias privadas del sultán: utilizaba la planta baja, compuesta por la sala de la Barca, en verano y la planta alta, formada por las alcobas laterales, en invierno. En esta zona también se encuentra el Salón de Embajadores: salón con planta cuadrada con salientes a los lados a modo de alcobas, posiblemente su función fuera la recepción de audiencias y actos oficiales. La zona sur del patio la encontramos remodelada tras la construcción del palacio de Carlos V, pudiera ser para el heredero, mientras las concubinas y el servicio se encontraban tras la fachada principal al patio del Mexuar. El hammam del Baño del Palacio de Comares, también conocido como Baño Real por haber sido de uso particular de los Reyes Católicos, se remonta a la época de Yusuf I (1333-1354). El Baño Real o de Comares constituye uno de los espacios de mayor interés dentro del conjunto de la Alhambra, con uno de los hammam en mejor estado de conservación hasta la fecha en Occidente, prácticamente íntegro a pesar de algunas modificaciones estructurales y un mantenimiento más testimonial que funcional.

### Etimografía
El nombre de comares ha dado lugar a investigaciones etimológicas muy variadas. He aquí una pequeña muestra:
Según indica en su diccionario de palabras árabes Diego de Guadix, la voz comares puede derivar de cun, con el significado de levántate más ari con el significado de mira. Así, cunari significaría “levántate y mira”. La palabra, corrompida después, dio comares, que haciendo una traducción libre, vendría a significar: «Abrid los ojos y ved».
En opinión del historiador granadino del siglo XVI Luis del Mármol, el nombre de comares se debe a una labor de artesanía artística muy apreciada entre sirios y persas llamada comaraxía, una técnica de fabricación de vidrios para el exterior y los techos.
Otra teoría es que el nombre de comares procede de la palabra árabe qumariyya o qamariyya, que son los vidrios de colores que pueden observarse aún en el balcón del salón de Embajadores.
Qumarish es el nombre de un lugar al norte de África de donde procedía gran parte de los artesanos que trabajaron en la Alhambra.

### Fachada del Palacio de Comares
La fachada del palacio fue erigida por mandato del Mohamed V, siendo inaugurada en 1370, es una fachada interior, en el patio del Mexuar, que anticipa la majestuosidad del interior del palacio y en la que se sentaba el sultán, debajo del alero de la fachada, mientras atendía a los solicitantes de justicia. Con alero original de madera de cedro, decoración de piñas y conchas. Bajo él, ventanas cerradas con celosías. Dos portadas rectangulares bordeadas de cenefa de cerámica. Es la entrada al palacio oficial.

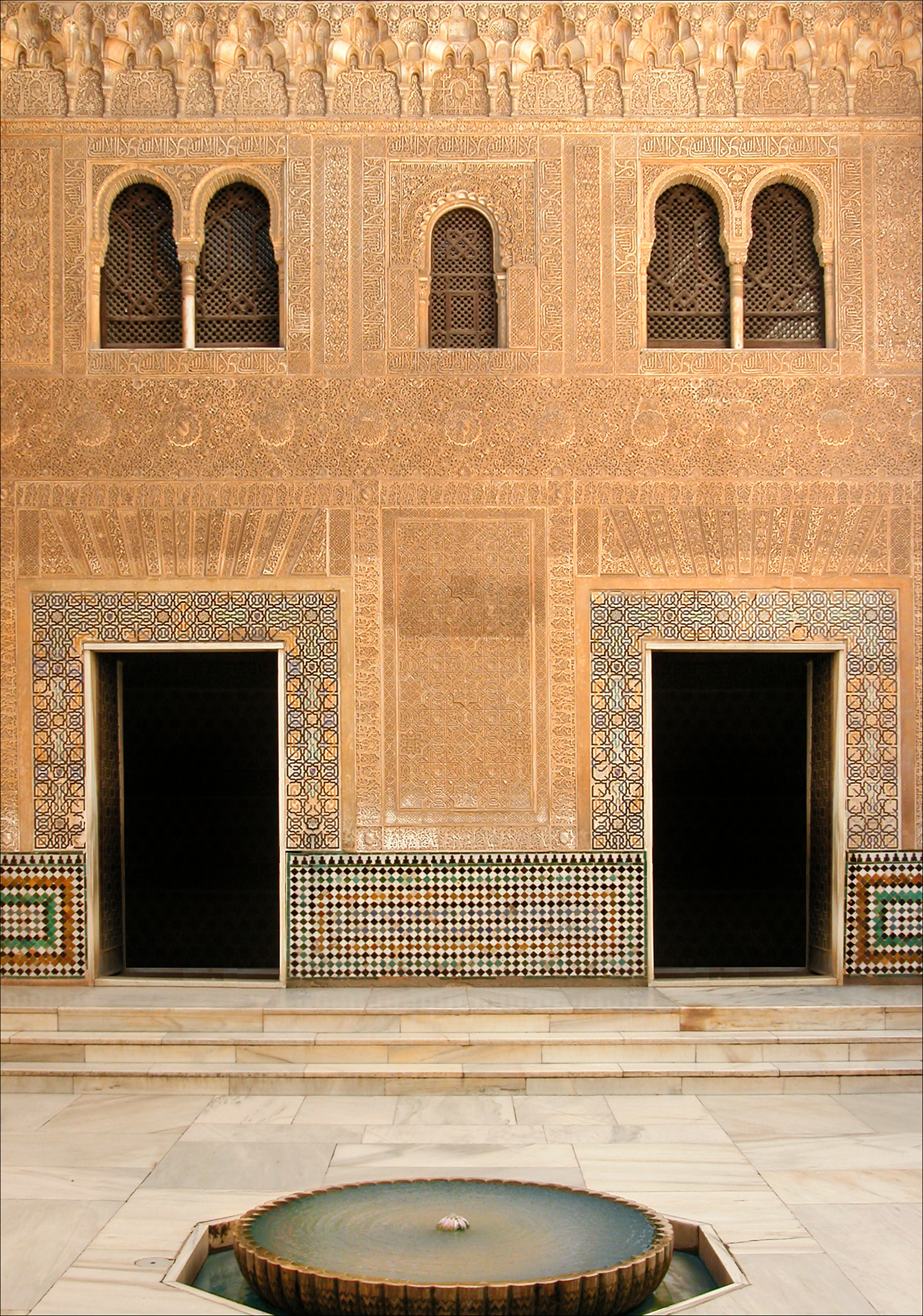
Fachada del palacio de Comares.

### Patio de los Arrayanes

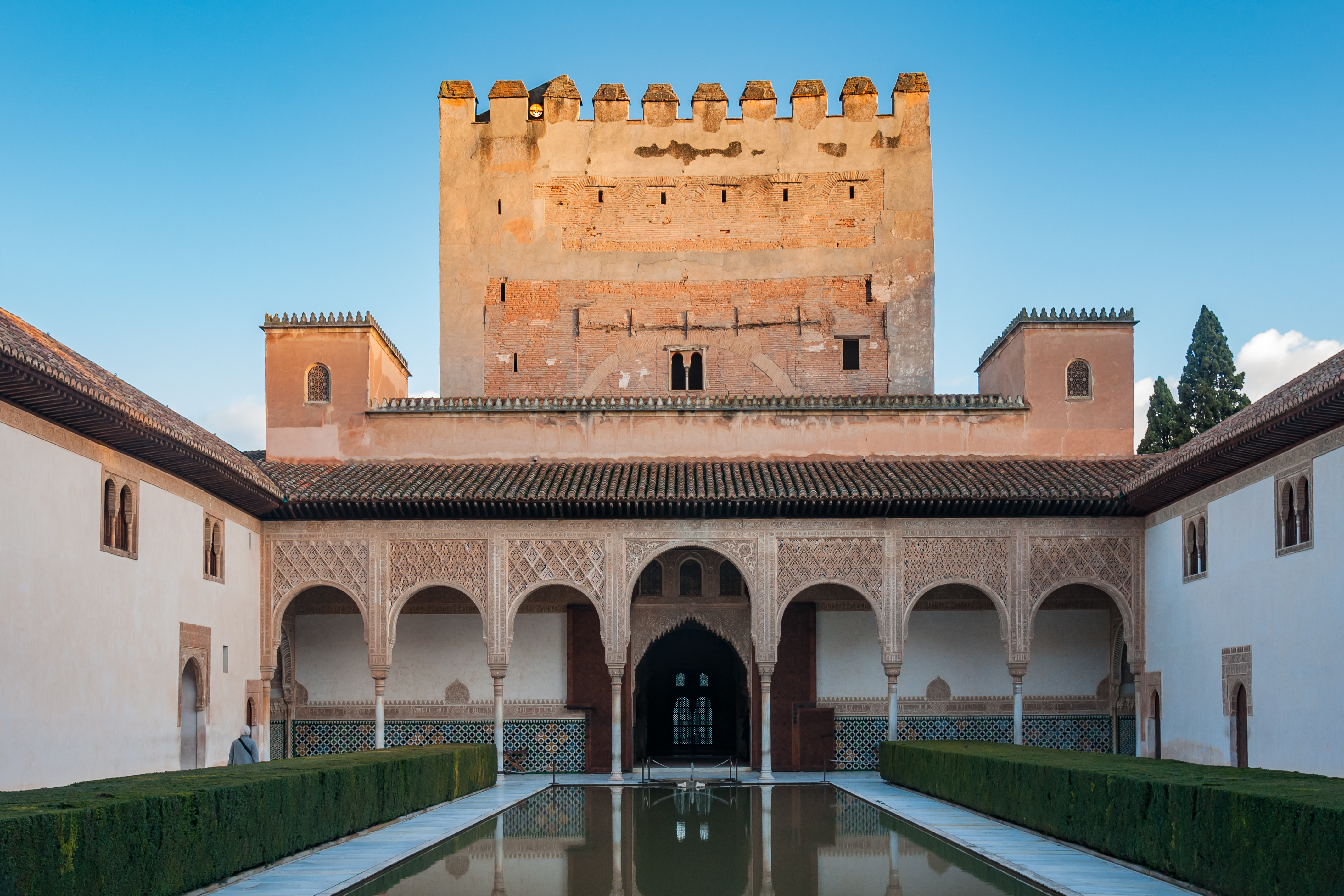
Vista del denominado patio de los arrayanes, de la alberca o de Comares, en el fondo se contempla el torreón de Comares
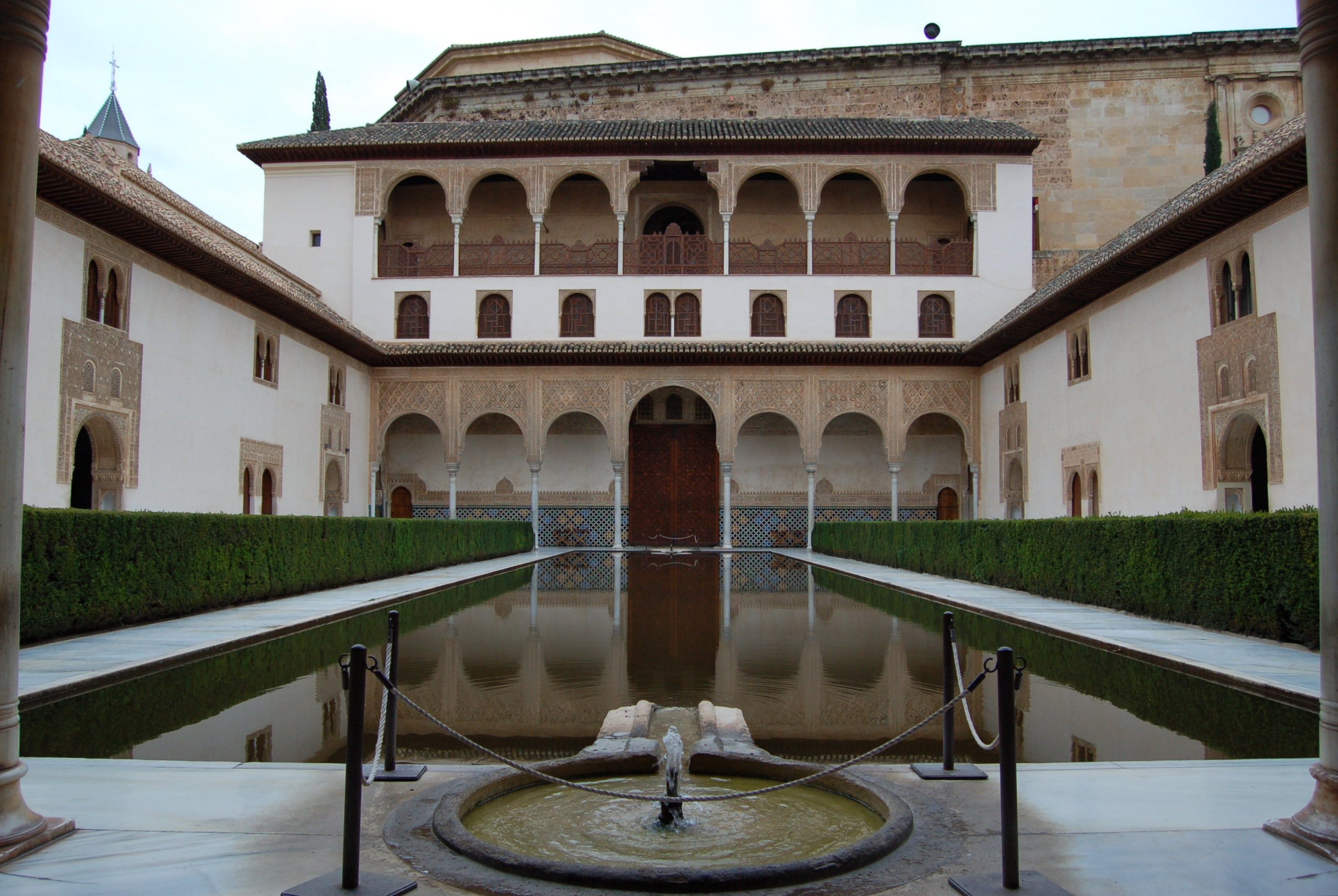
Patio de los Arrayanes

Es el recinto central de Palacio de Comares. A ambos lados de la alberca, que ocupa gran parte del patio, se encuentran plantados los arrayanes que dan nombre a este patio. En el mismo se puede encontrar uno de los temas ambientales de la Alhambra: la presencia del agua. Y no sólo actuando como tal, es decir, agua, sino también como espejo. Precisamente en esta alberca se refleja la imponente Torre de Comares. En un extremo hay una galería a lo ancho del patio y en sus extremos, alcobas de tertulia. Desde la galería se entra en la antecámara llamada:

### Sala de la Barca

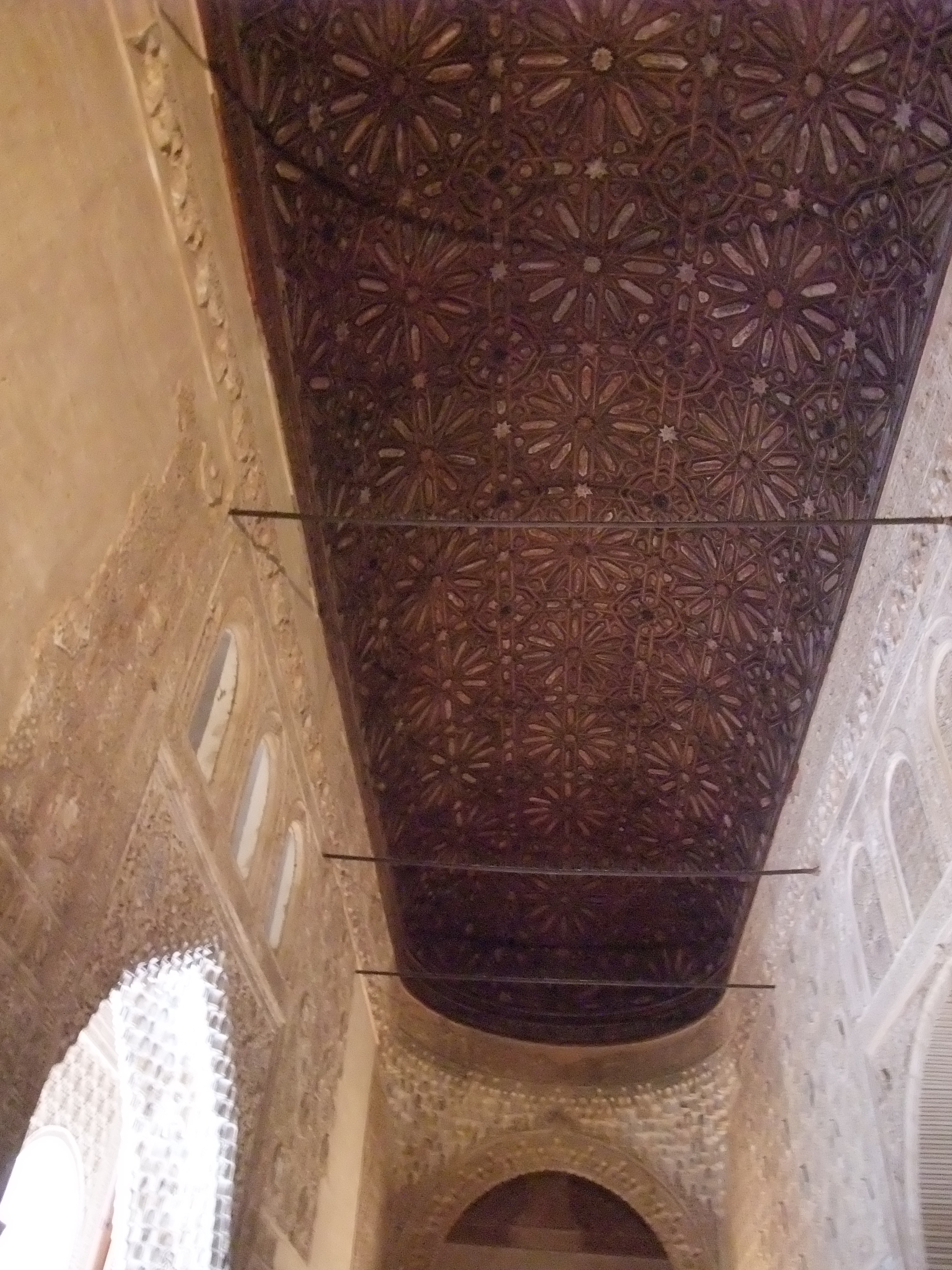
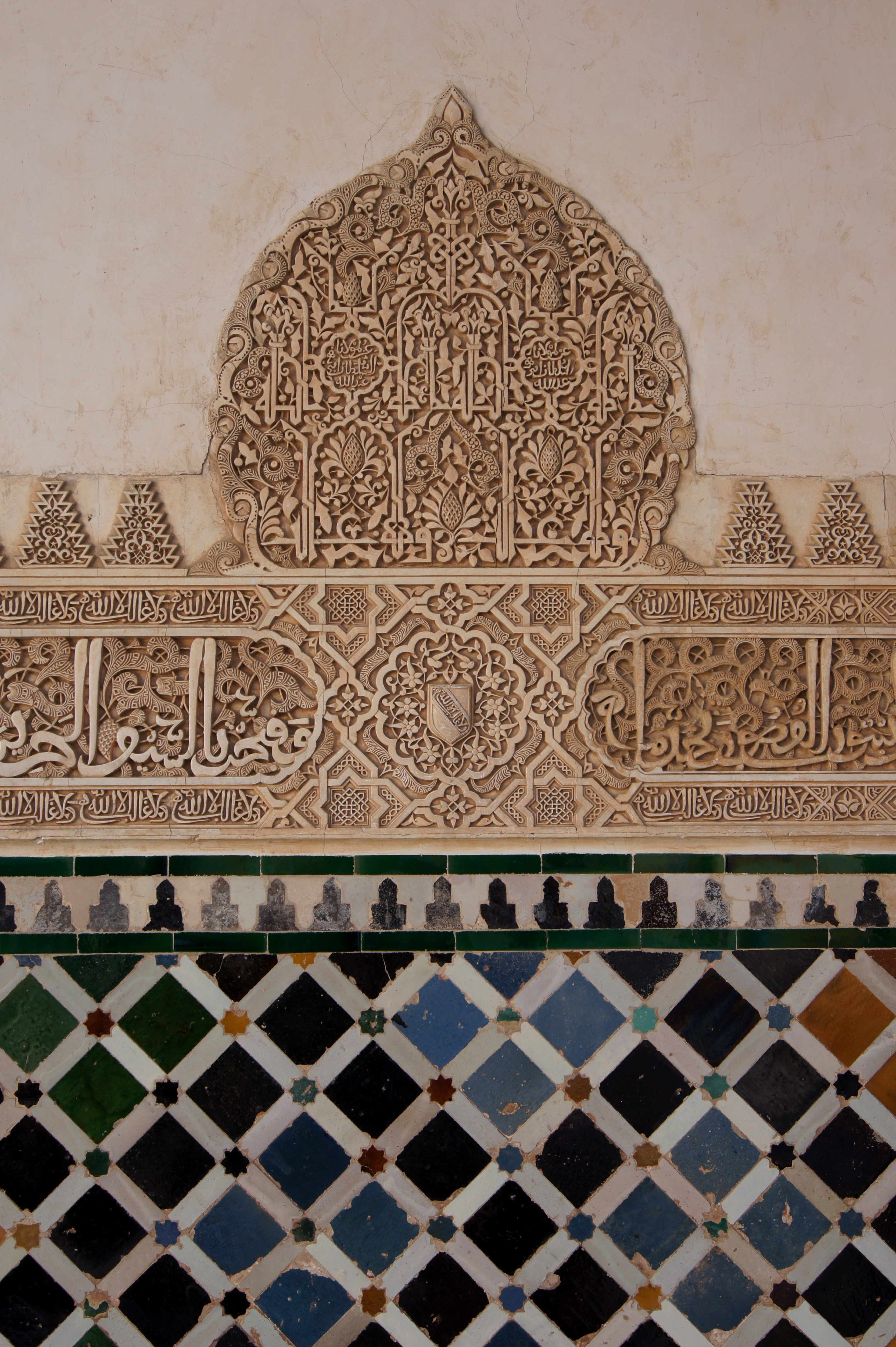
Arabescos donde puede verse el escudo nazarí y la leyenda «Sólo Dios es vencedor»

Desde la galería norte del Patio de los Arrayanes y a través de un arco apuntado de mocárabes,que todavía conservan parte de su policromía original en oro y azul,  accedemos a la sala de la Barca, llamada así ya que presenta ricas yeserías con el escudo nazarí y dentro de él, la palabra «Bendición», que en árabe se dice "Baraca", y que los castellanos escucharon como "Barca", como aparece en Granada y sus monumentos árabes, de los historiados hermanos Oliver y Hurtado, aunque vulgarmente se suele explicar su nombre por su parecido físico con una barca puesta del revés,
En el mismo pórtico de la sala hay una inscripción que dice:

Bendito quien te dio mando en sus siervos y en ti gracia y favor al Islam hizo.

Otra explicación podría ser que el nombre proviene por tener un artesonado magníficamente ensamblado en forma de casco de barco invertido. Esta sala, de forma rectangular de 24 metros por 4,35, parece ser que era más pequeña en un principio, y su ampliación fue realizada por Mohamed V. En esta sala existió una bóveda semicilíndrica que fue destruida por el fuego del incendio de 1890, sustituida por una reproducción de aquella que fue totalmente terminada en 1964.
La sala se encuentra rodeada por un zócalo en cuyos extremos encontramos alcobas con zócalos de azulejos, que revisten las columnas que sujetan arcos peraltados y festoneados de mocárabes y pechinas. Desde aquí se accede al Torreón de Comares, presidido por el Salón de los Embajadores.

### Salón de los Embajadores
El suelo era de cerámica vidriada con los colores blanco y azul, donde se podía ver como ornamento el escudo de armas de los sultanes de Granada sustituido después en la restauración de 1815 por losas de barro y azulejos del siglo XVI en su centro. Estaría algo más elevado pues era costumbre sentarse en el suelo sobre cojines y mirar por la ventana desde esa posición. Todo el perímetro está recorrido por un zócalo de azulejos. El techo es una obra maestra de la carpintería granadina. Es una bóveda que se eleva a 18 metros de altura y que representa el firmamento. Está construida con madera de cedro e incrustaciones de otras maderas de diferentes colores, en total 8 017 piezas. La parte central representa el Séptimo Cielo o Paraíso islámico donde se aloja Alá. A este centro se puede llegar tras la ascensión de los otros seis círculos que lo rodean. Las cuatro diagonales simbolizan los cuatro ríos del Paraíso.

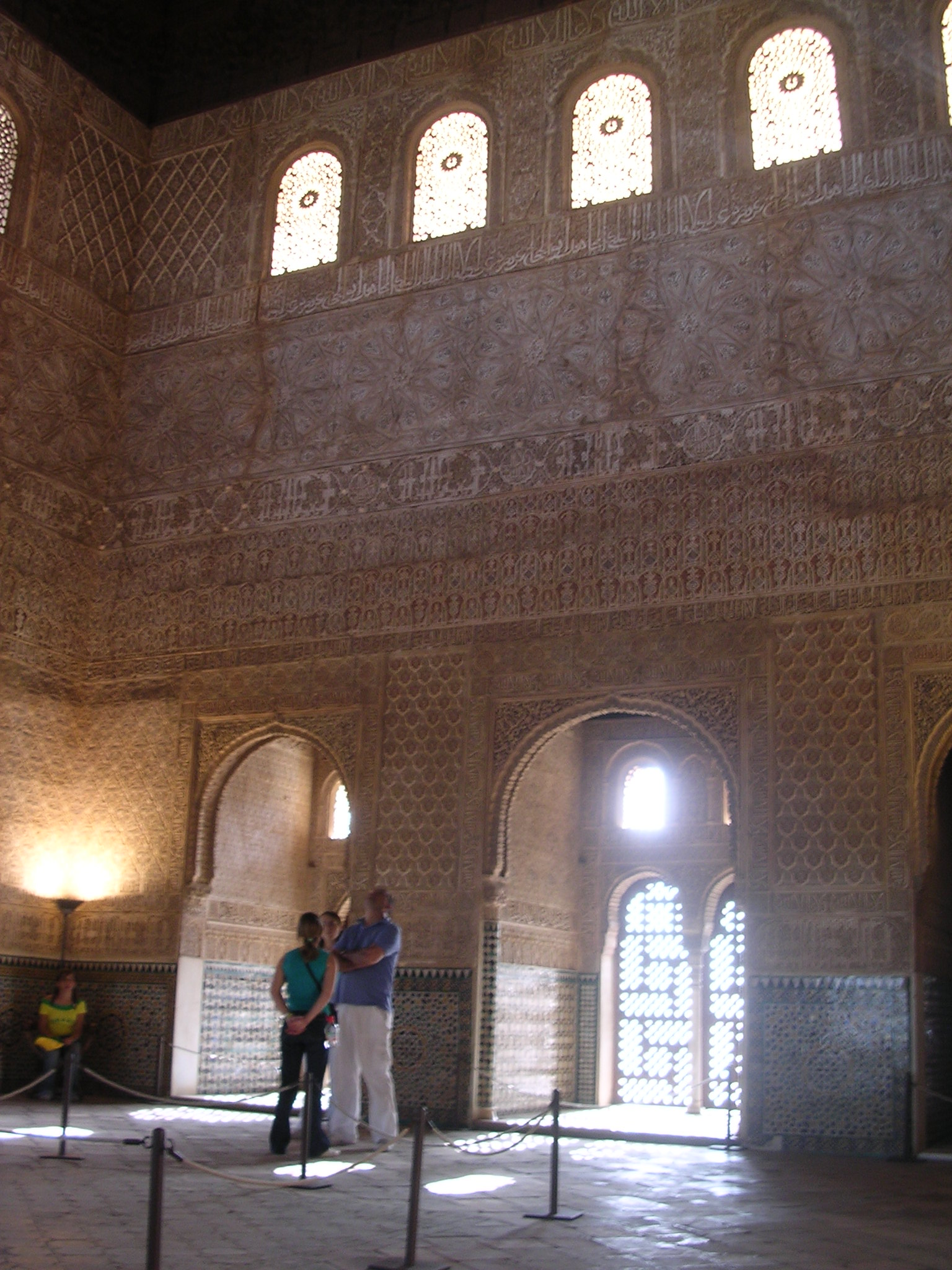
Salón de Embajadores. Pueden a preciarse dos alcobas (descritas en el texto).
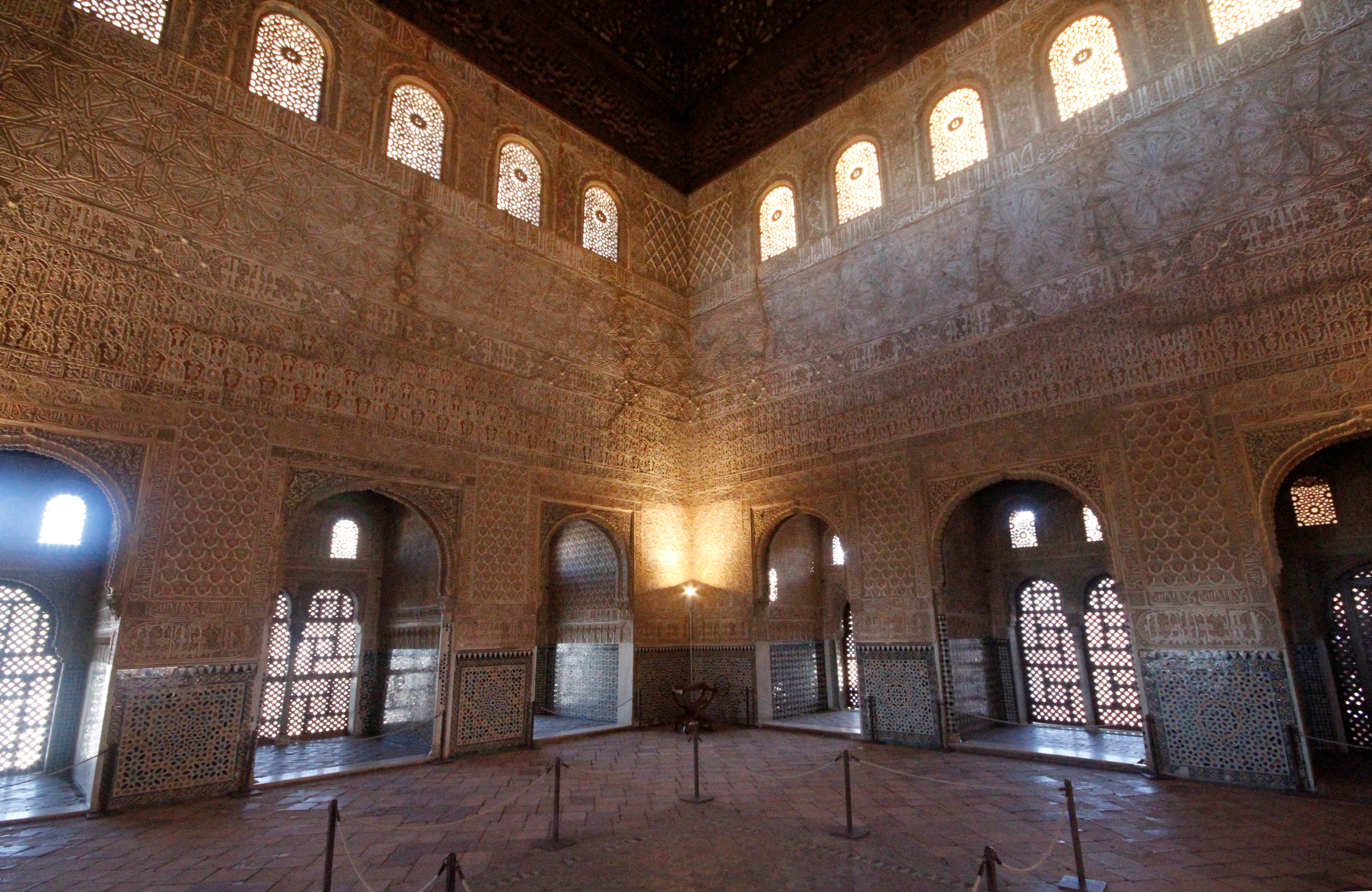
Vista del salón de Comares o de Embajadores, en el que se observan los vanos o alcobas abiertos en cada uno de los lados del salón

En el patio de los Arrayanes destaca en uno de sus extremos el imponente torreón de Comares; se accede a él por la sala de la Barca. El Salón de los Embajadores, también llamado salón de Comares es la estancia más amplia y elevada de todo el palacio, y ocupa el interior de la Torre de Comares, dominando con su vista el valle del Darro. Su construcción data del segundo tercio del siglo XIV, siendo sultán nazarí de Granada, Yusuf I, aunque probablemente no viera terminada la obra que ordenó construir y adornar ricamente, ya que diversas inscripciones atribuyen su autoría a su hijo Mohamed V. Su función principal era celebrar las audiencias privadas del sultán. 
Presenta planta cuadrada de 11 metros de lado y 18 de altura, originalmente el suelo era de mármol y en la actualidad cerámico. En el centro de la sala se puede observar un cuadrado con el nombre de Alá escrito sobre azulejos. 
Los muros están estucados (un trabajo primoroso procedente de Persia y de Irak) y en ellos se repite en planchas alabanzas a Dios, leyenda «solo Alá es vencedor», así como al   al emir y también algunos fragmentos del Corán, resultando un contenido poético muy rico. Cada centímetro de la pared está cubierto por algún elemento decorativo.
En los laterales del salón hay 9 alcobas, tres por cada uno de los lados del salón, estrechas y alargadas (de unos dos metros y medio de profundidad), correspondiendo la alcoba central del lado norte al sultán, justo frente a la puerta de entrada; allí se sentaba el sultán dando la espalda a la luz exterior, luz que por otra parte recibía de frente el embajador visitante, estando así en inferioridad de condiciones. En este hueco se pueden leer unas inscripciones en verso que narran la utilidad del espacio:

Aunque mis compañeras [las otras alcobas] sean constelaciones de estrellas, a mí sólo, y no a ellas, pertenece la gloria de alojar al Sol. Me vistió con traje de esplendor y excelencia mi amo el sultán Yusuf.

También se abren una serie de ventanas cerradas antiguamente por celosías de madera y vidrieras de colores llamadas cumarias, (de ahí el nombre de comares). Todas las paredes están cubiertas de yeserías con motivos de conchas, flores, estrellas, escrituras. Sala policromada: oro en el relieve, colores claros en lo profundo. Zócalo decorado con azulejos. El suelo original era de cerámica vidriada en blanco y azul con escudos de armas como motivos ornamentales.
Las paredes están, además, decoradas con versículos coránicos y poemas realizados en yesería, lo que debía hacer de esta sala en sus orígenes, junto con la decoración que no nos ha llegado, con sus juegos de luz y su ambiente cortesano, una de las salas palaciegas más impresionantes del mundo islámico. La calefacción era de braseros y la iluminación con lámparas de aceite.
Uno de los aspectos más atrayentes del Salón de los Embajadores es su techo, de forma cúbica. En él se representan los siete cielos de la cultura musulmana, situados uno encima de otro. El Corán dice que sobre ellos está el trono de Dios; todo el techo está lleno de estrellas, en total son ciento cinco.
El techo es una representación del Universo, quizás una de las mejores representaciones de la Edad Media. Realizado en madera de cedro con incrustaciones de maderas de diferentes colores, representa estrellas superpuestas que forman diferentes niveles. En el centro, en lo más elevado está el Escabel (عرش) sobre el que se establece Dios-Alláh según los relatos coránicos. Desde éste se van repitiendo las figuras geométricas que dividen el techo en siete espacios, que representan los siete cielos que descienden consecutivamente hasta este mundo: el 7 es uno de los números simbólicos por excelencia. Entre todos ellos configuran el Trono (كرس), que es el símbolo de la creación entera. Este uso simbólico de cosmología coránica –con tantas alusiones al Escabel, el Trono, al Rey que se asienta sobre él– tiene una clara intención de legitimar al soberano como representante (jalifa, de donde viene califa) de Dios en la tierra. El hecho de que el salón fuese el salón del trono, que estaba situado en su centro, justo debajo del escabel divino, es una clara referencia a esto. Pero la simbología de la sala no acaba ahí: las 4 diagonales del Techo de Comares representan los cuatro ríos del Paraíso y el Árbol del Mundo (o Axis Mundi), que teniendo sus raíces en el Escabel se expanden por todo el Universo. Su simbología todavía continúa: las alcobas, nueve presentes (tres en cada muro) más tres omitidas para dejar el paso a la sala de la baraka, son una referencia a las doce casas zodiacales, en correspondencia con el papel de séptimo cielo que ocupa esa altura.

### Baños de Comares

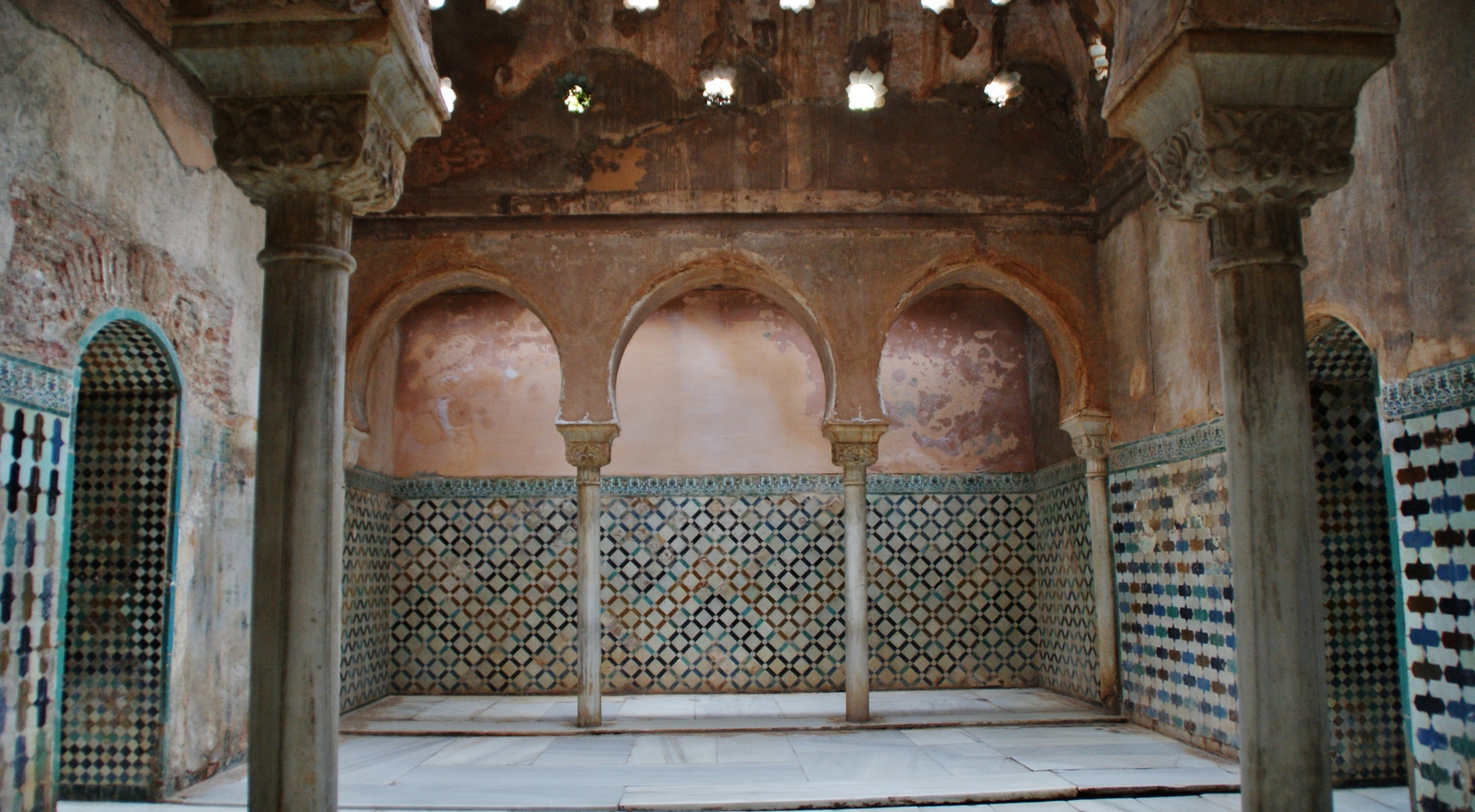
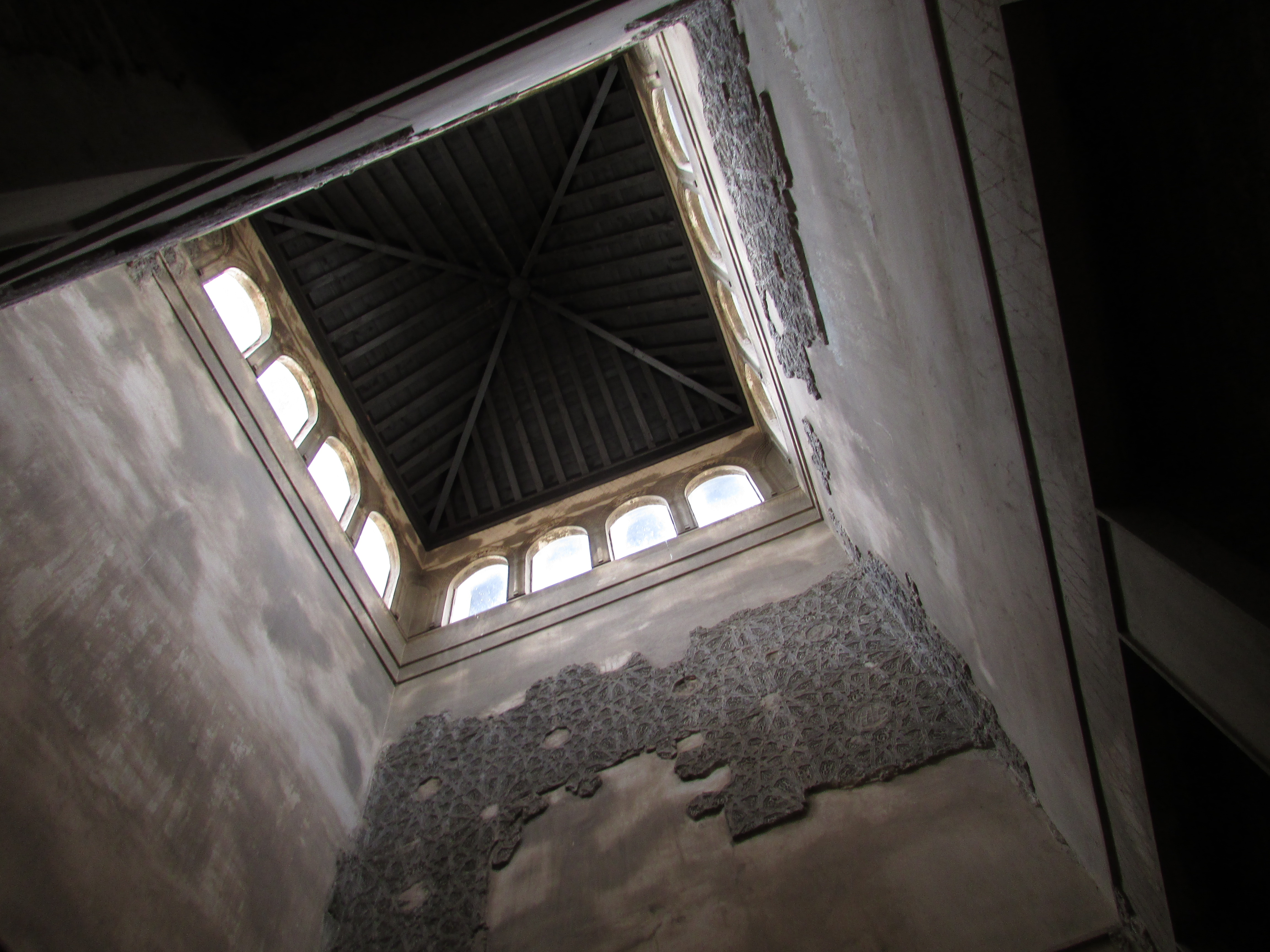

Levantados por Ismail I y adosados al Palacio de Comares, por el que se accedian, la joya de la casa musulmana, el baño para el musulmán es una obligación religiosa. La construcción es copia de las termas romanas. Tiene varias salas, el apoditarium, sala para desnudarse y  realizarse las primeras atenciones, al nivel y con acceso desde el patio de los Arrayanes, Sala de las camas, bajando unas escaleras,  en un nivel inferior, con acceso desde el patio de Lindaraja, segundo apoditarium, , pasaban luego al baño y volvían a descansar. A veces les traían aquí la comida y cuenta con una galería alta para músicos y cantores, a continuación, la sala fría, pequeña y con bóvedas abiertas con tragaluces en forma de estrella que en su día estaban cubiertos con cristales de colores, pero no herméticos, de manera que pudiese salir el vapor y entrar el aire fresco, luego sala templada y de vapor, dónde se daban masajes. Con una entrada adosada a la del patio de Arrayanes, la vivienda del guardián y la zona de servicio, donde se encuentran en horno y las leñeras.

## Palacio de los Leones
El palacio de los Leones se encuentra situado al este del de Comares, y ocupa lo que sería el antiguo jardín de este. Fue erigido, durante el segundo gobierno de Muhammad V (1362-1391), después de recuperar el trono con la alianza con el rey castellano Pedro I, en 1377,  siendo su alarife mayor Abén Cecid, concluyéndose trece años después. El palacio, con una superficie aproximada de 1900 m², tiene su eje central en el denominado Patio de los Leones, que da nombre al palacio, y las estancias se estructuran a partir de este patio. Supone un ejemplo de integración de arquitectura y agua, de cada una de las cuatro salas fluye un arroyo que va al centro: Los cuatro ríos del Paraíso descritos en el Corán. 
En un extremo del lado izquierdo del patio de los arrayanes, un pequeño arco sirve de ingreso a un pasadizo de tiempo de los Reyes Católicos por el que se llega al palacio de los Leones, que hasta la conquista cristiana era independiente, con su propio acceso y sin conexión con el Palacio de Comares.

### Influencias
El Palacio de los Leones, así como otras zonas de Muhammad V, como el Cuarto Dorado, representa el apogeo del arte nazarí, con influencias islámicas y cristianas.
Durante el periodo en que Muhammad V fue destronado por su hermanastro, Abu-l Walid Ismail y estuvo exiliado, descubrió obras que le influenciarían. En Fes vio la mezquita de la Universidad de Qarawiyyin, construido por arquitectos andalusíes almorávides, con espléndidas decoraciones de mocárabes, presentes en Al-Ándalus, así como las ruinas de la ciudad romana de Volubilis, que le permitieron examinar los órdenes clásicos, la ornamentación romana y, sobre todo, el impluvium. Aunque lo que más el marcaría sería el Real Alcázar de Sevilla, obra mudéjar  de artesanos toledanos, sevillanos y granadinos, del rey Pedro I de Castilla, aliado y amigo personal, quien le ayudó a recuperar el trono y derrotar a los usurpadores. Este palacio le asombra, especialmente la estructura del Patio de las Doncellas, que más tarde repetirá.

### Sala de los mocárabes

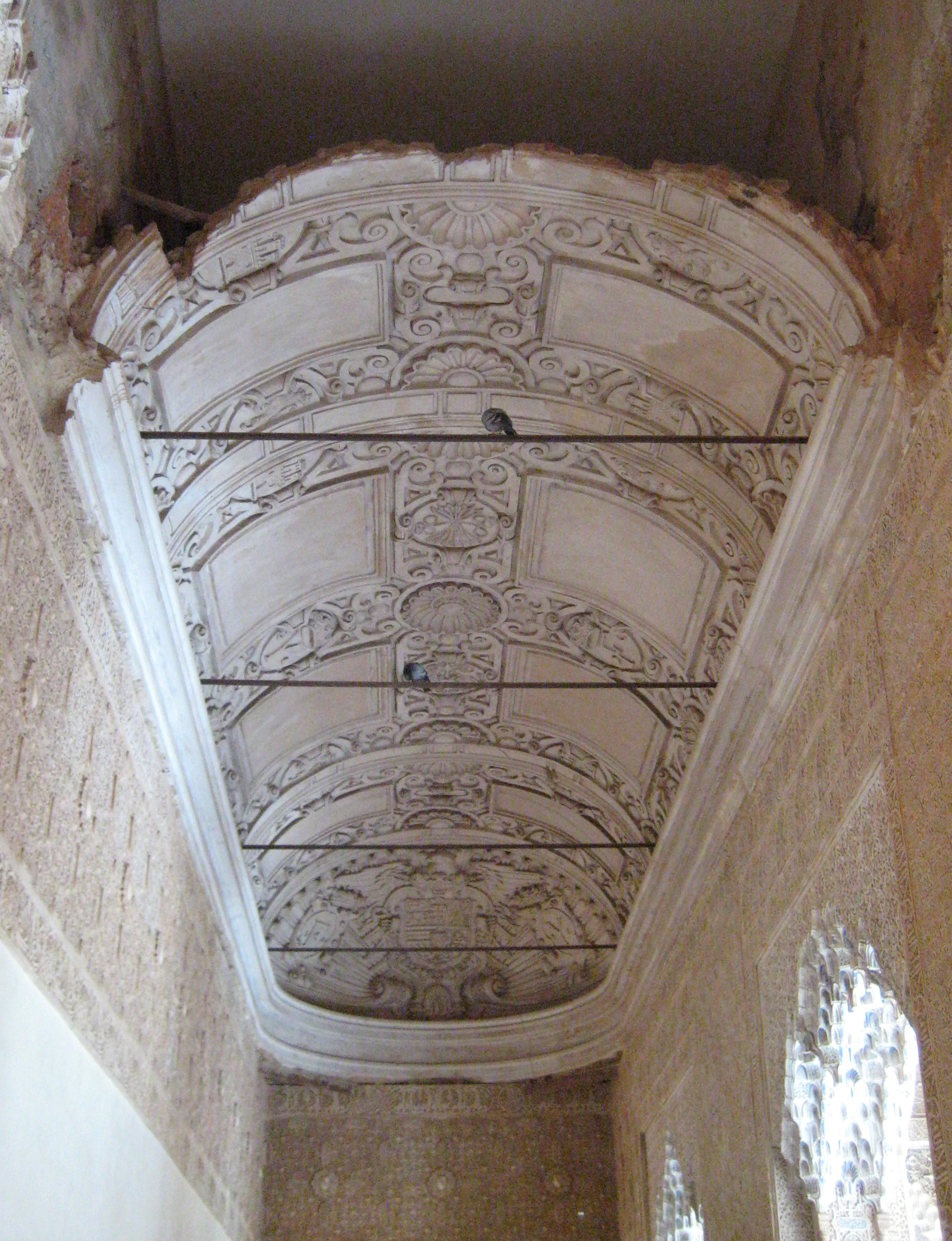

Se llama así por la bóveda de mocárabes que la cubría hasta el siglo XVI, en que fue dañada por la explosión de un polvorín en 1590 y derribada, la de hoy es del siglo XVII. Era la recepción al palacio desde el exterior, por una puerta hoy clausurada, aunque por una galería de tiempos de los Reyes Católicos se accede al 'Palacio de Comares'. Sus muros se decoran con labor de yesería, inscripciones religiosas y escudo de la dinastía Nazarí.

### Patio de los Leones

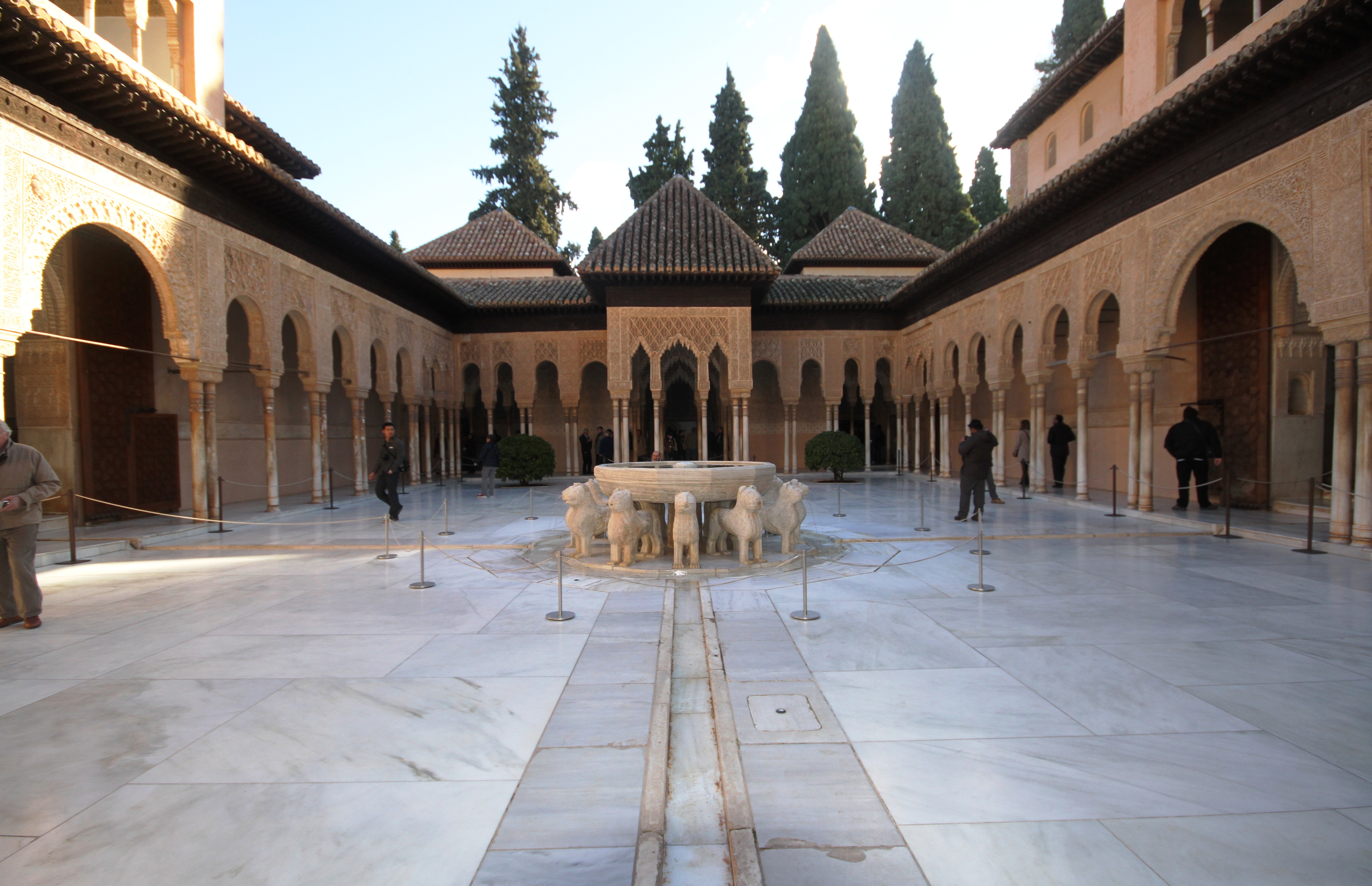
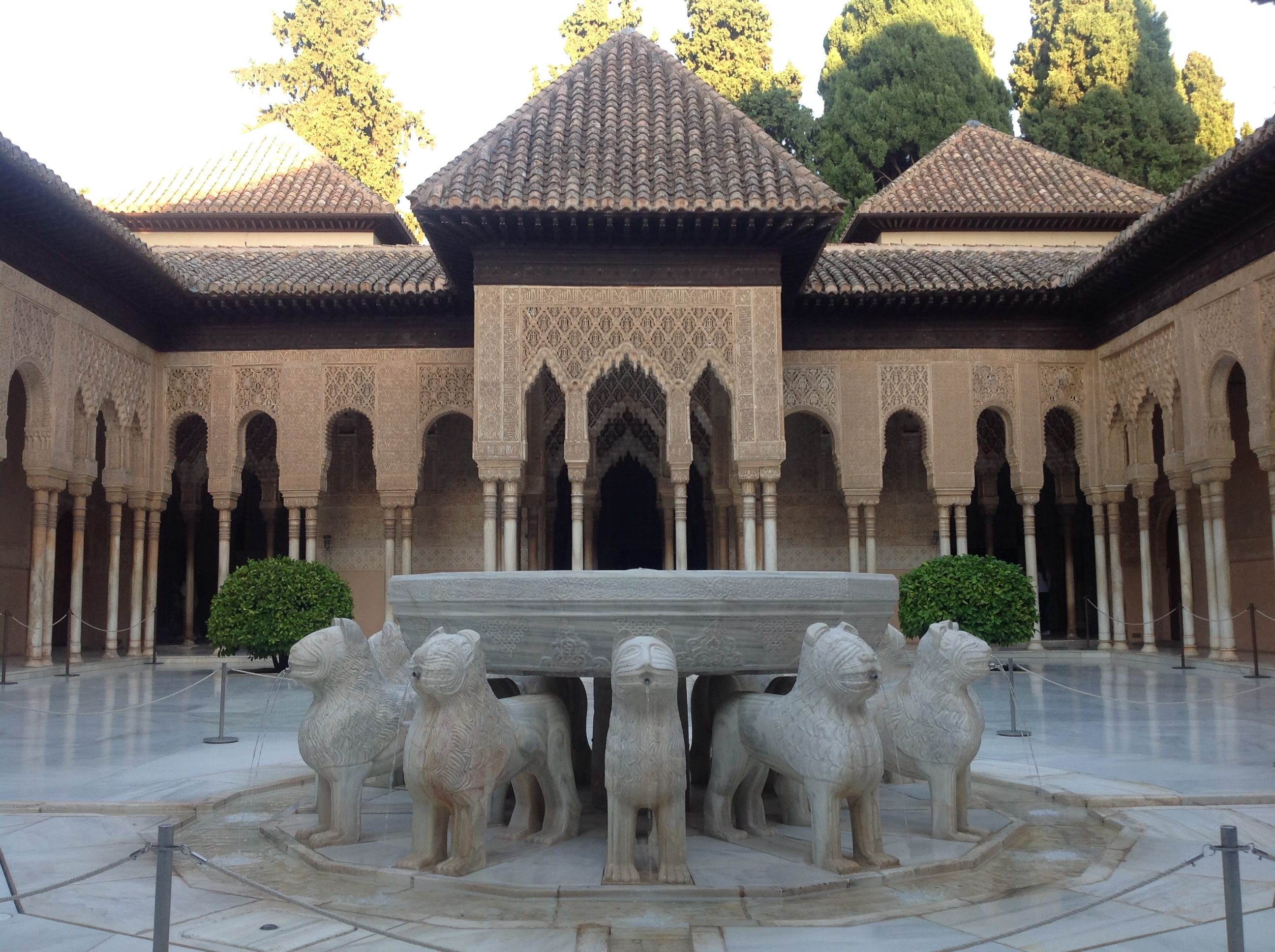
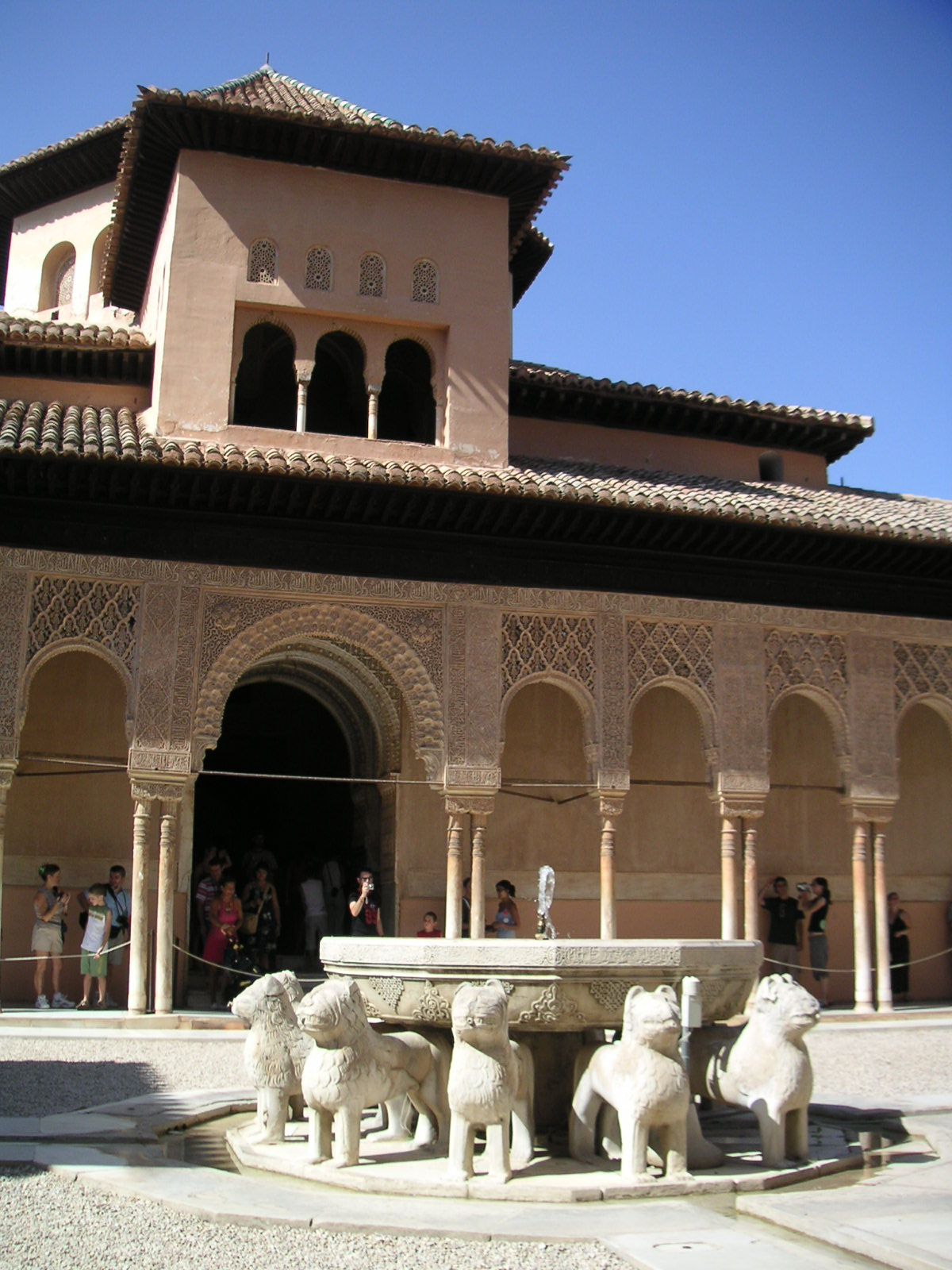
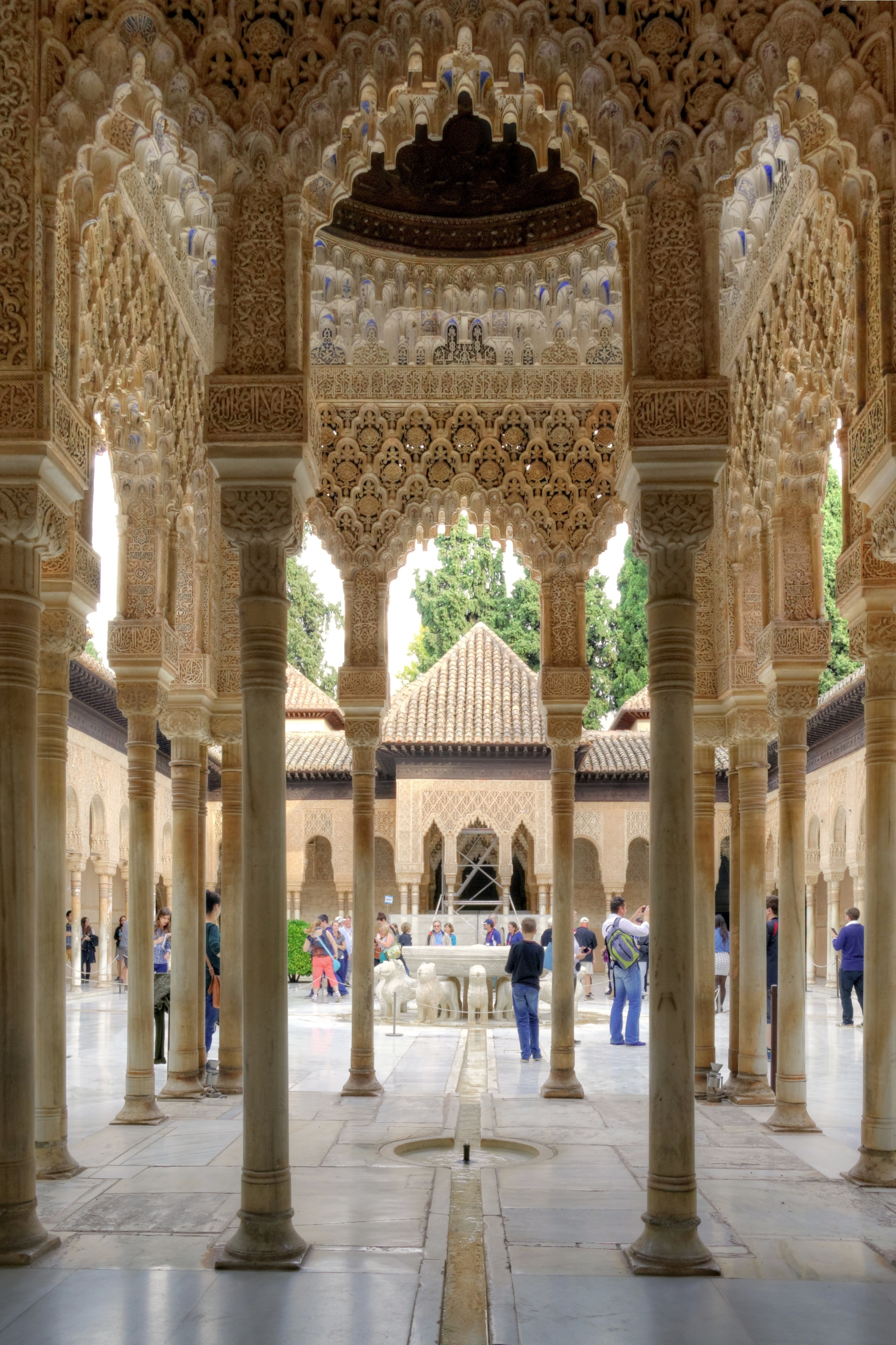
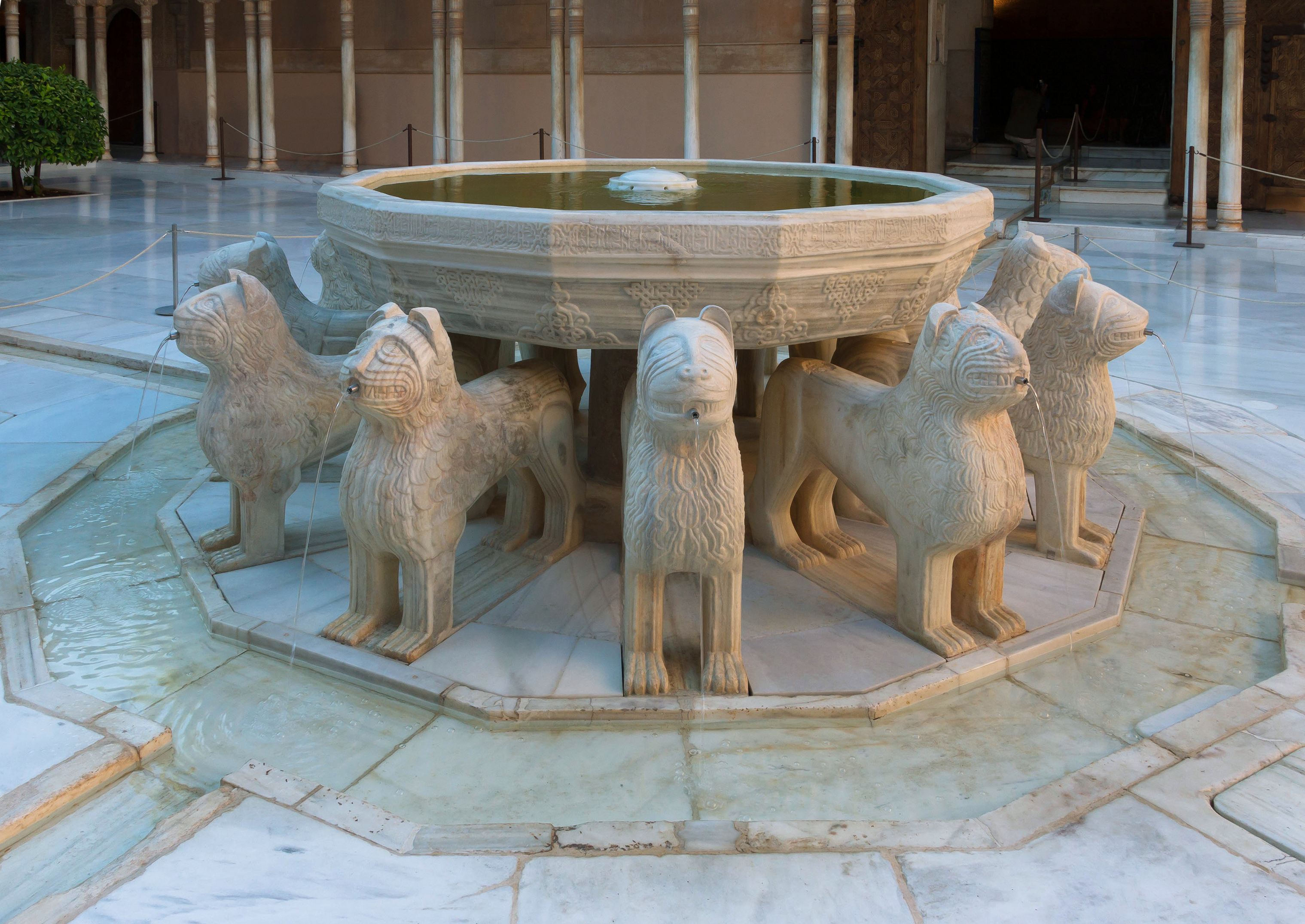
Fuente de los Leones

Se encuentra rodeado por una esbelta galería con 124 columnas de mármol blanco de Macael (Almería),

#### Fuente de los Leones
Es un cuenco de alabastro apoyado por las figuras de doce leones del mismo mármol blanco de Macael. Posee una de las escasas, y de mayor tamaño del arte islámico, aunque existen similares en Medina Azahara y el Grifo de Pisa es más grande.
La fuente fue restaurada in situ, mientras los leones fueron retirados en el 2007 y colocados en julio del 2012 después de que se reconstruyera el sistema hidráulico tradicional.
Los últimos datos conseguidos gracias a la restauración de los leones y la taza de la fuente han podido indicar que, tanto los leones como la taza, datan del siglo XIV y de la misma procedencia y material (mármol de Macael, Almería) siendo fabricada la fuente en su conjunto, tanto leones como taza, al mismo tiempo. Este descubrimiento viene a rectificar las informaciones que indicaban la procedencia de los leones de un palacio, anterior a la Alhambra, perteneciente al primer visir de la dinastía zirí Samuel Ibn Nagrella. A su vez, se ha podido descubrir tres tipologías de leones sobre la base de sus elementos formales diferenciadores. Cada una la conforma un grupo de cuatro leones con similitud dos a dos en sus rasgos: nariz, pelaje de la melena, fauces y posición y relieve de la cola.
En el municipio de Macael (Almería), se localiza una copia a tamaño real de la misma, elaborada con el mismo mármol de Macael. esculturas de animales del arte islámico pues, basándose en las suras 15, 29 y 38, 72 del Corán, se reprueba representar cualquier ser animado.

(...) A tan diáfano tazón,
tallada perla,
por orlas el aljófar remansado,
y va entre margaritas el argento,
fluido y también hecho blanco y puro.
Tan afín es lo duro y lo fluyente
que es difícil saber cuál de ellos fluye (...)

La fuente de los leones tiene diversas significaciones o simbologías, ninguna de ellas corroboradas. Por una parte los doce leones tienen una simbolización astrológica, cada león alude a un signo zodiacal. Por otra, tiene una significación política o mayestática que está relacionada con el templo del rey Salomón (puesto que hay una inscripción en la fuente referida a este) y el mar de bronce del mismo templo. Por última y la más importante, alude a un símbolo paradisíaco refiriéndose así a la fuente, originaria de la vida y los 4 ríos del Paraíso coránico. Pero lo que sí se puede decir, es que la fuente como tal es una alegoría del poder que reside en el sultán.

### Sala de los Abencerrajes

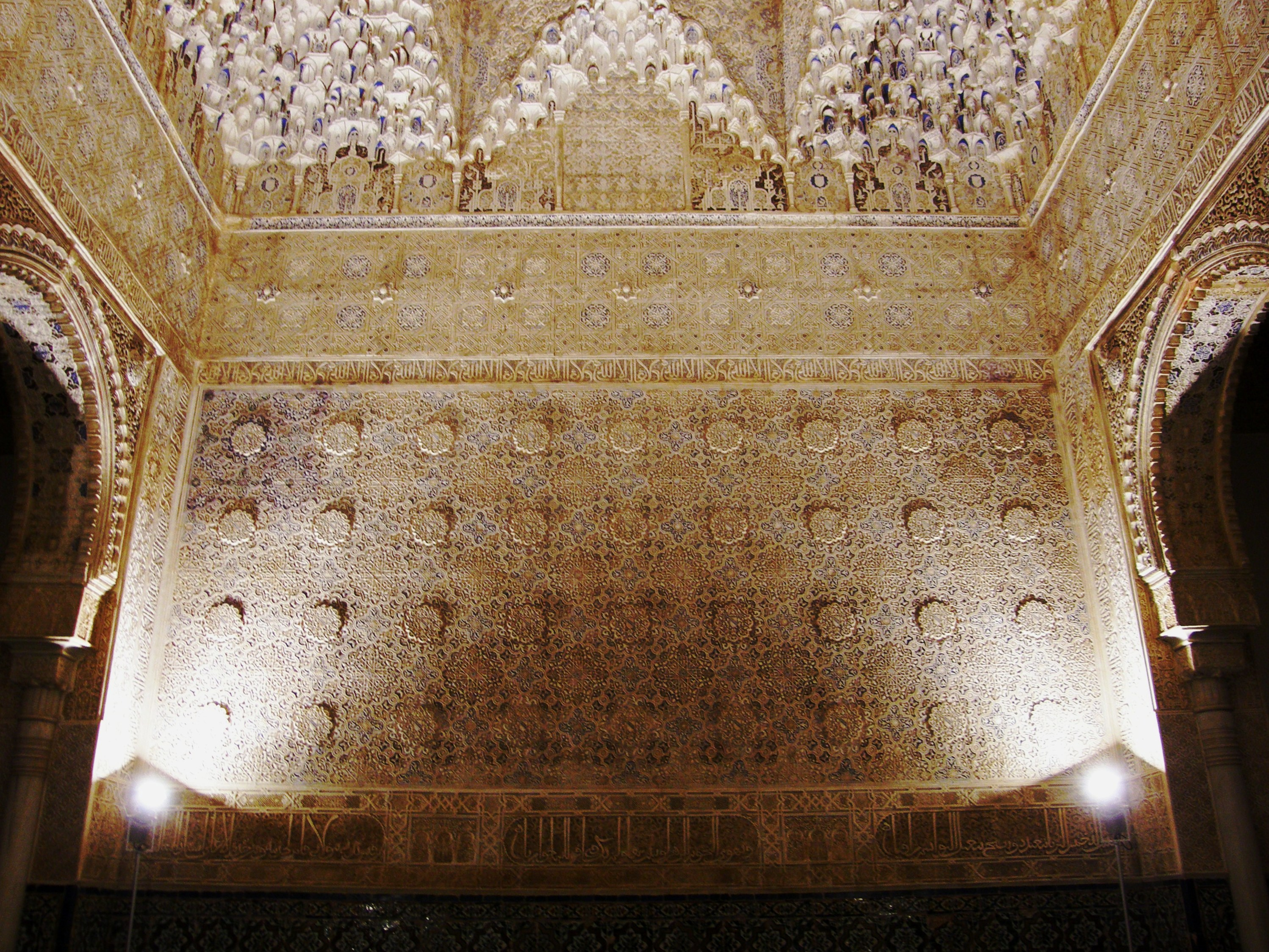
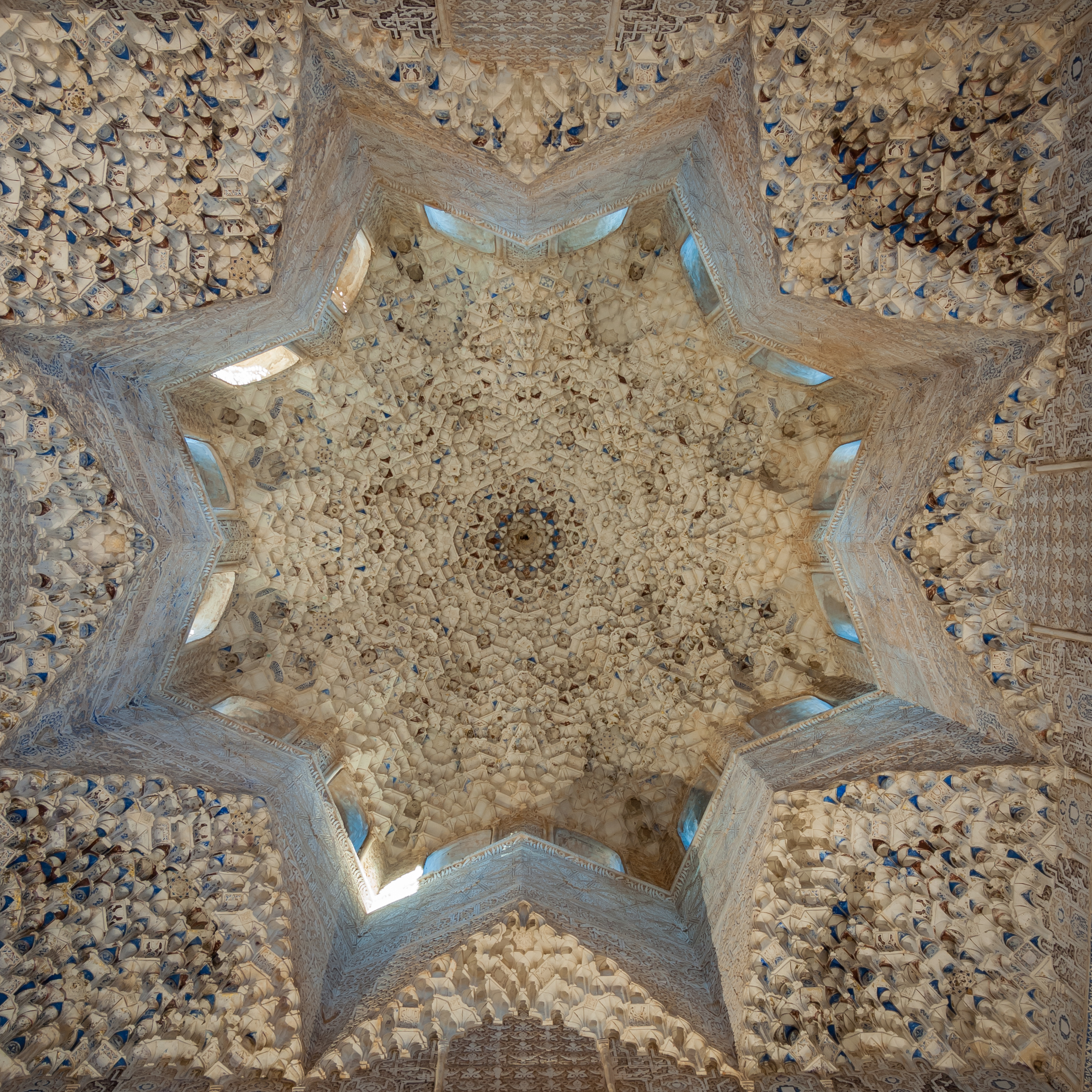

Esta sala fue alcoba del sultán. Al ser cuarto privado no hay ventanas al exterior. Los muros están ricamente decorados. El estuco y los colores son originales. El zócalo de azulejos es del siglo XVI, de la fábrica de azulejos sevillana. La cúpula está decorada con mocárabes; en el suelo, en el centro, una fuentecilla servía para reflejar la cúpula de mocárabes, que al estar ricamente decorada, conseguía una luz encantadora y mágica, pues al entrar por la parte superior iba cambiando según las distintas horas del día. En el pasillo de la entrada se encuentra una escalera que sube hasta unas estancias altas, el popularmente denominado Harem, con un patio situado sobre el aljibe,  con dos pórticos a cada lado, de tres arcos cada uno, uno con columnas de ladrillo y el otro de mármol, con capiteles verdes reutilizados. La leyenda dice que en esta sala fueron degollados uno a uno los 36 miembros de la tribu de los Abencerrajes que junto con los Zegríes eran las dos familias más importantes de la nobleza árabe. Eran dos tribus enemigas. El sultán Muley Hacen tenía una esposa favorita, Isabel de Solís, castellana. Parece ser que tenía amoríos con un Abencerraje. Los Zegríes se chivaron y a continuación vino la matanza. Se dice que el pilón que está en el centro todavía tiene las manchas rojas de los degollados.

### Sala de los Reyes

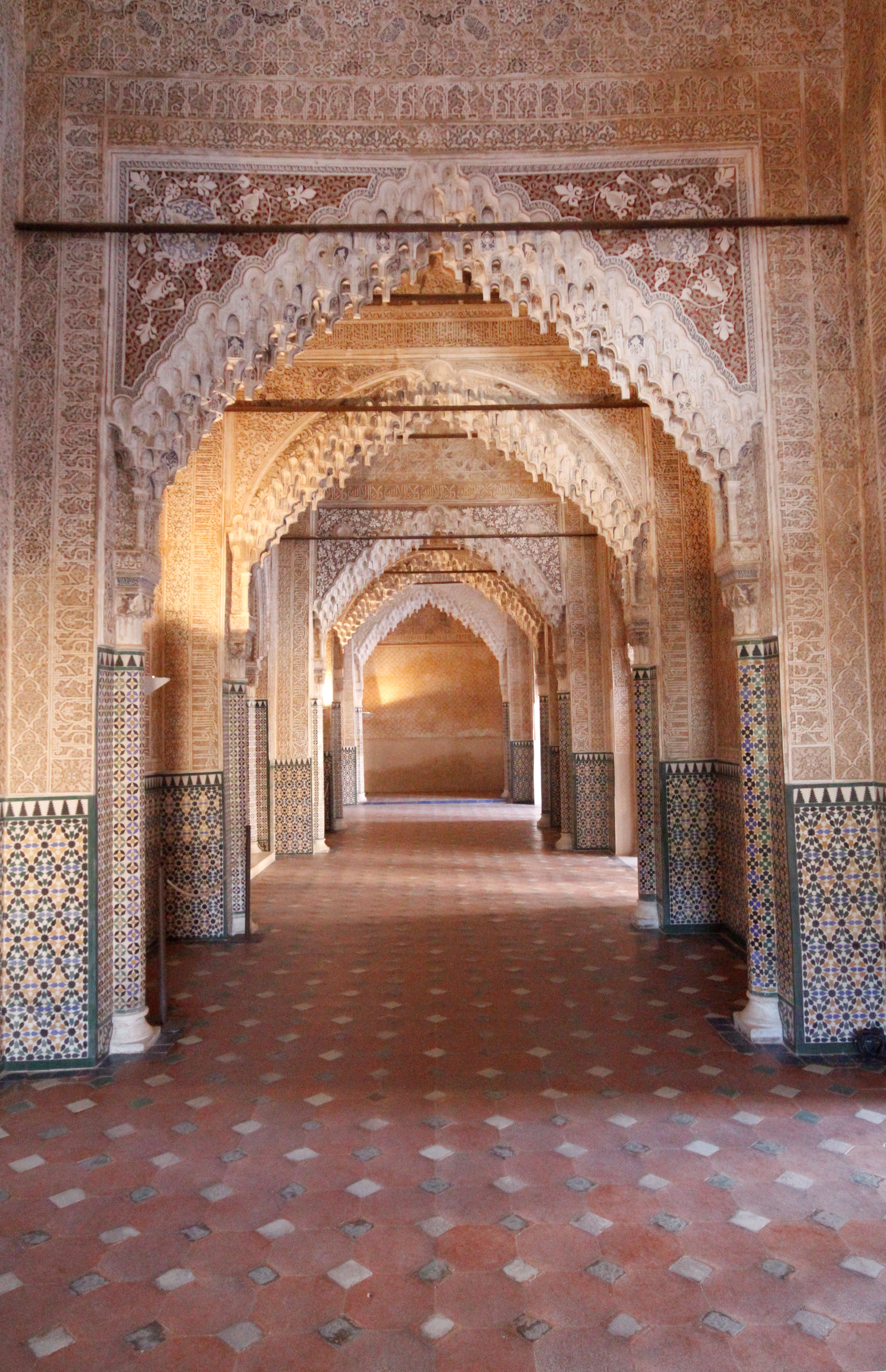
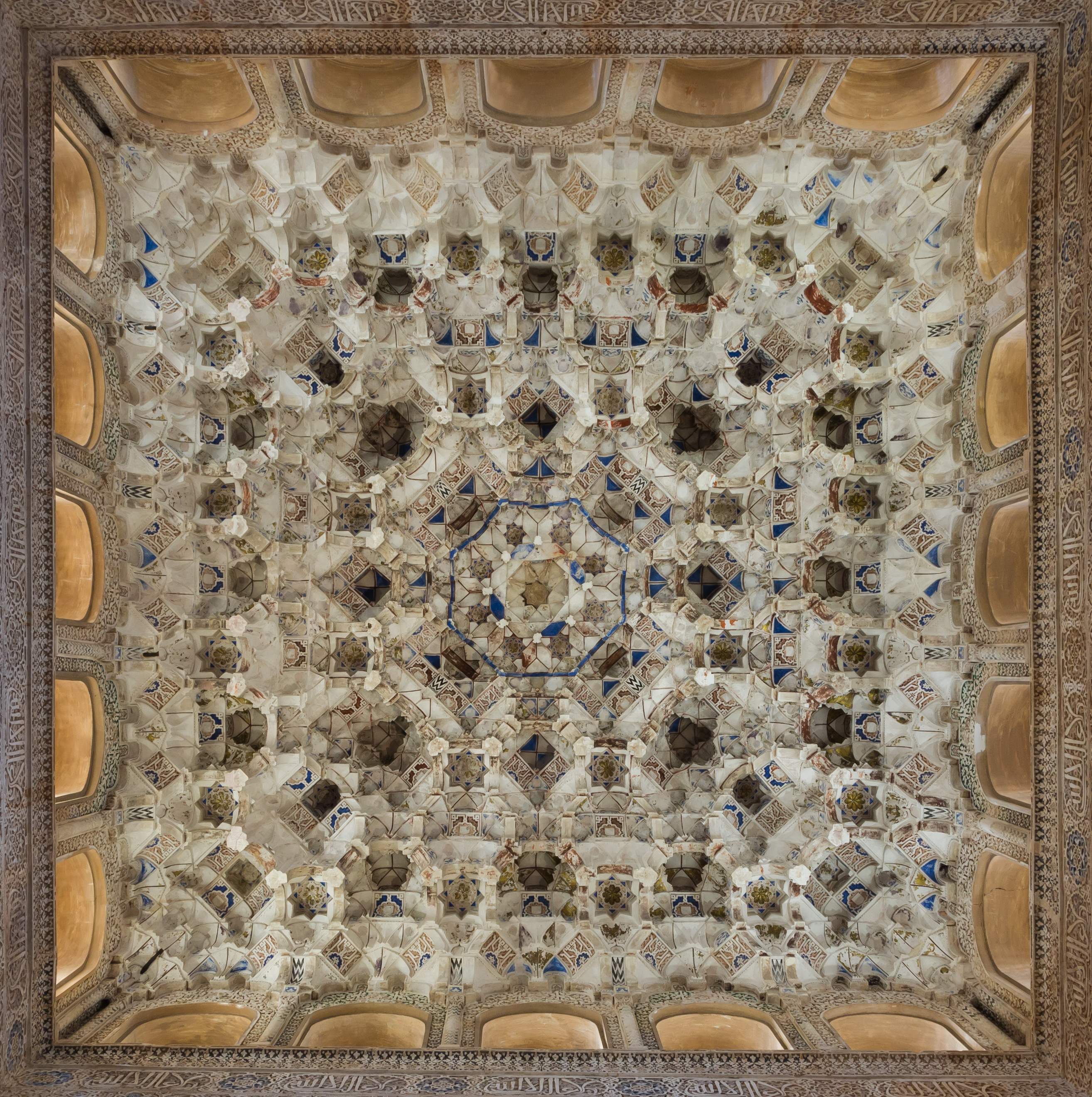
Bóveda de mocárabes en la Sala de los Reyes
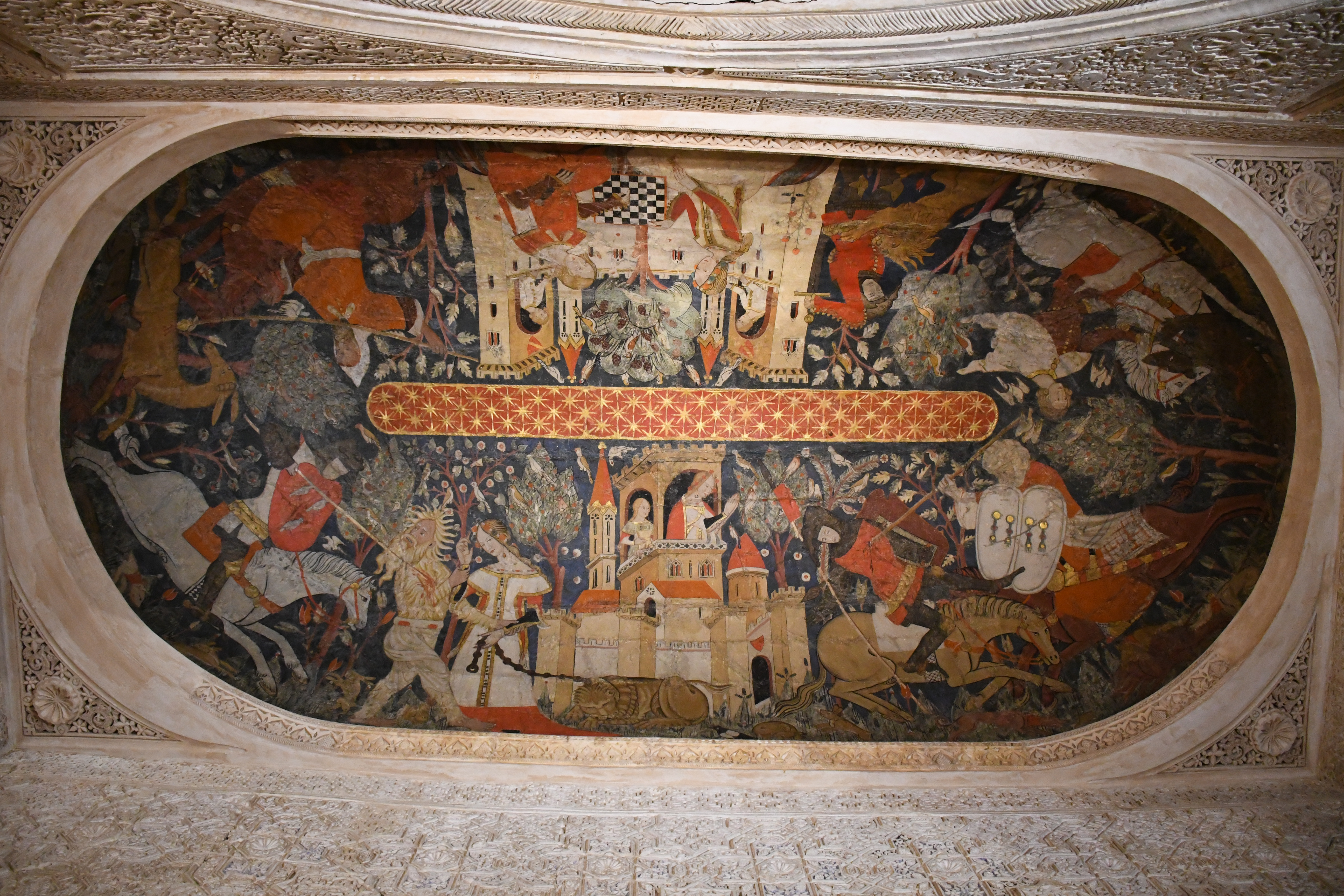
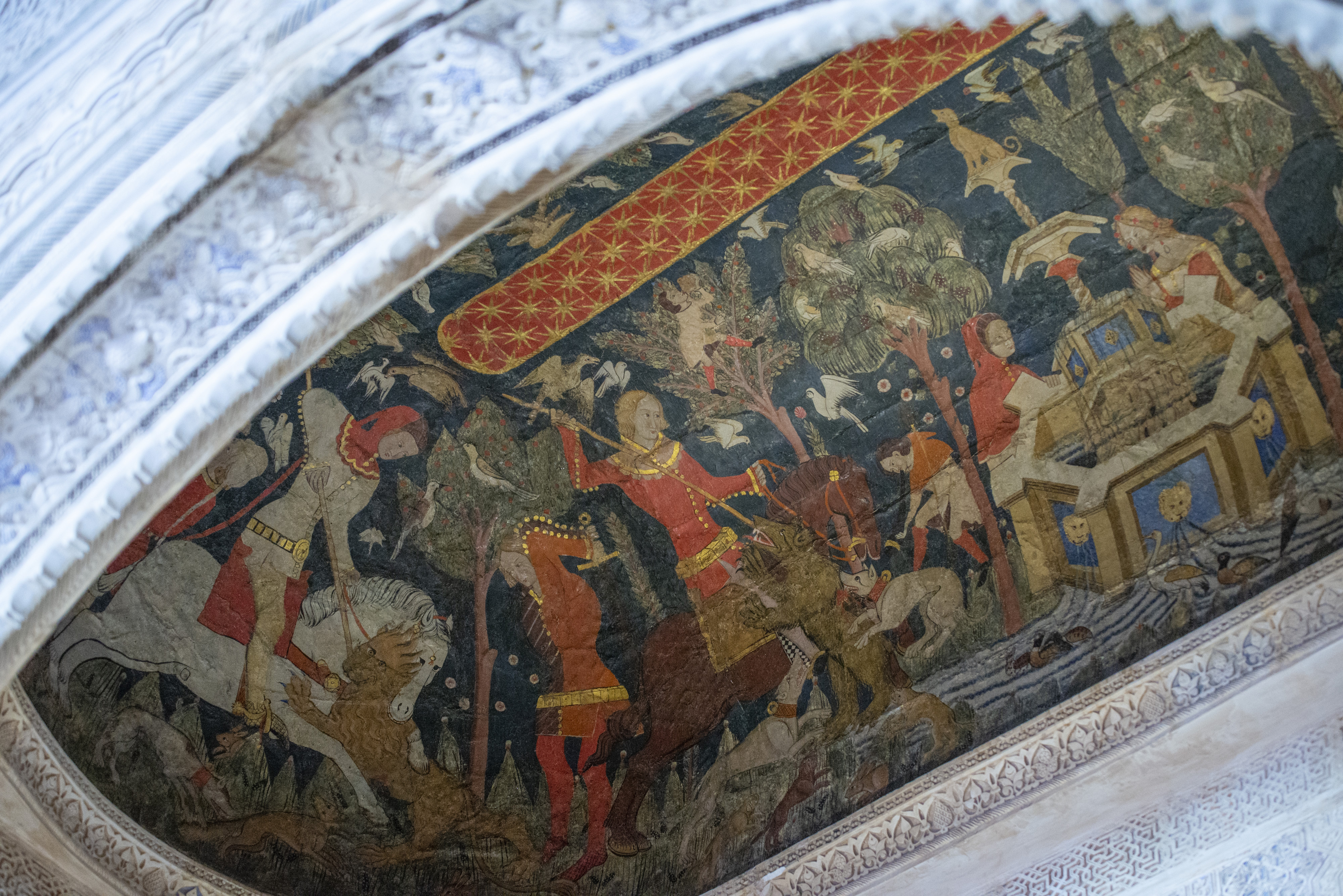

Ocupa todo el lado oriental del patio. Llamado así por la pintura que ocupa la bóveda del cuarto central, es la sala más larga del Harén, dividida en tres cuartos iguales y dos pequeños que pudieran ser armarios, por su emplazamiento y falta de iluminación. Probablemente destinada a fiestas familiares. En la bóveda del centro, las pinturas representan a los diez primeros reyes de Granada desde la fundación del reino, uno de ellos con barba roja que puede ser Mohamed ben Nazar llamado Al-Hamar el Rojo, fundador de la dinastía Nazarí. En las bóvedas laterales hay pinturas que representan caballeros y damas, realizadas a fines del siglo XIV. Hubo un intercambio artístico en tiempos de Pedro I de Castilla quien solicitó ayuda al rey de Granada para restaurar los Reales Alcázares de Sevilla. Las pinturas llevan una técnica muy laboriosa: 
1. Planchas de madera de peralejo bien cepillada y formando una elipse.
2. Sobre la superficie cóncava se extiende el cuero mojado, pegándolo con un baño de cola y claveteado con pequeños clavos de cabeza cuadrada cubiertos de estaño para evitar la oxidación.
3. Sobre el cuero, una capa de yeso, caña y cola de 2 cm de espesor ya tostada y pintada en rojo. Sobre esta capa y con un punzón se dibujan los temas.

La división interna de la sala está realizada mediante arcos de atajo, cortando la estancia de forma perpendicular. Estos arcos muestran su intradós repletos de mocárabes y sus paramentos están cubiertos por yeserías, en los que aparecen símbolos nazaríes y también cristianos. La apariencia conjunta de la sala con sus arcos decorados puede recordar algún modelo de mezquita almohade.

### Sala de las Dos Hermanas

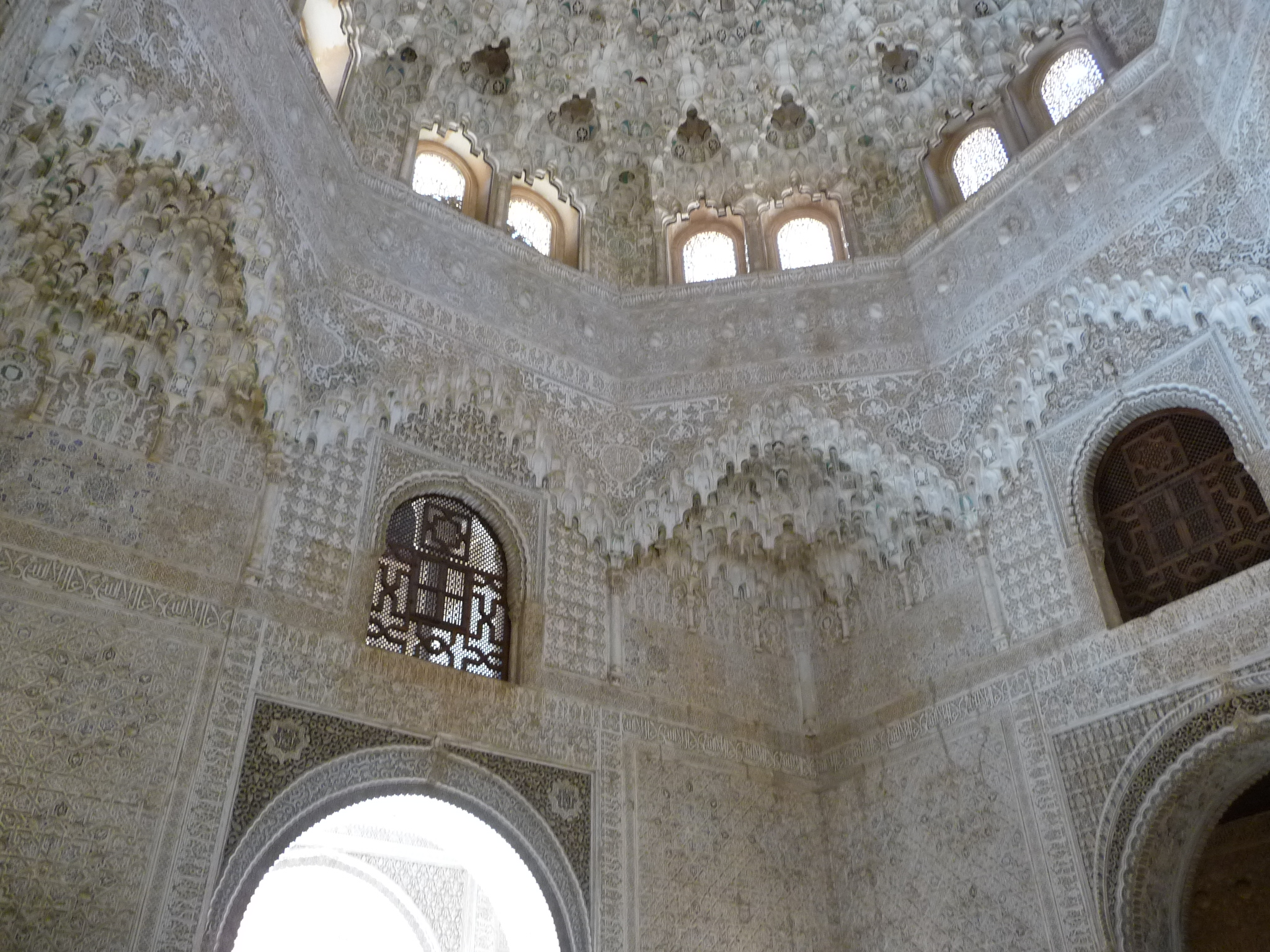
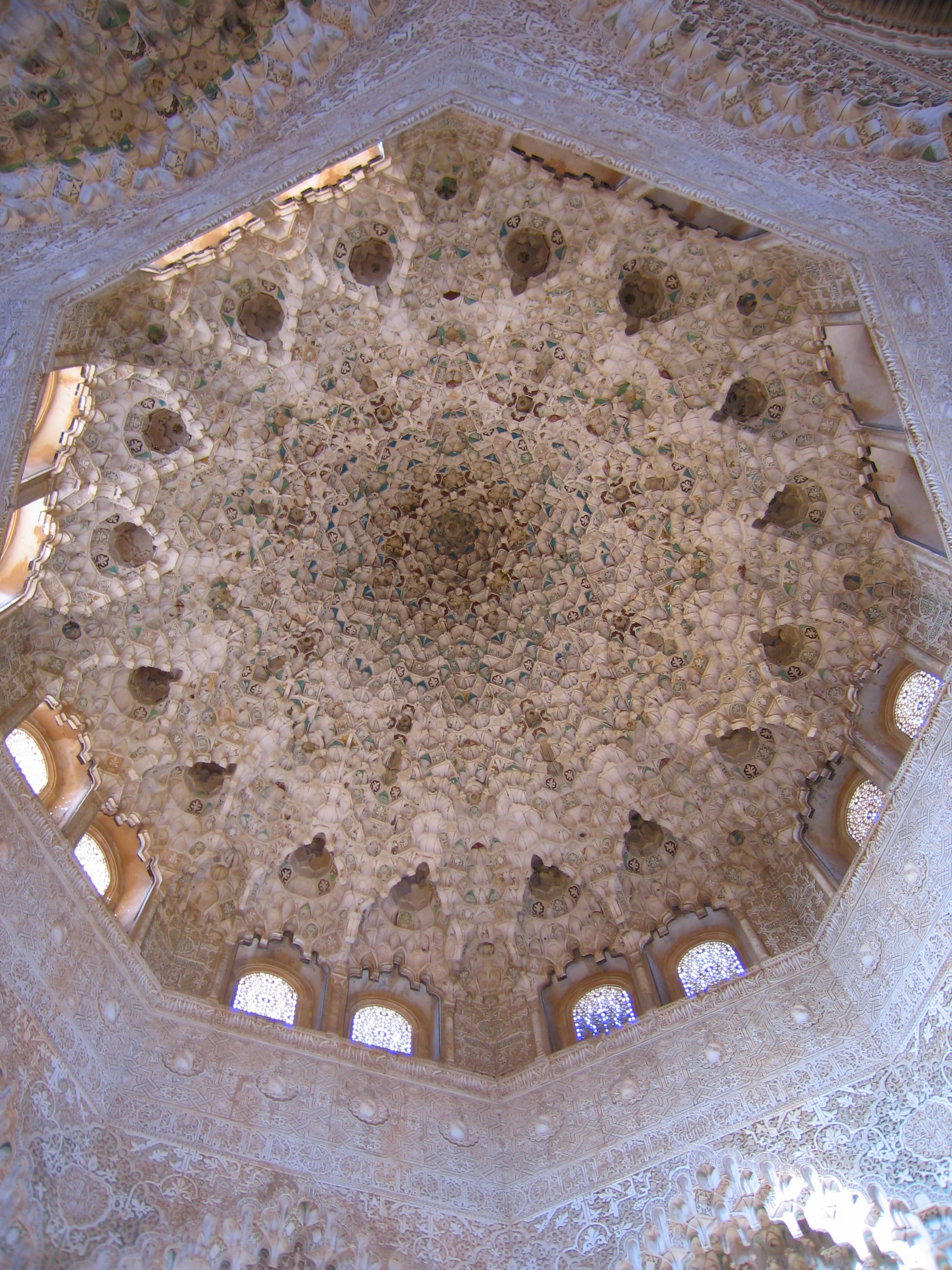
Bóveda de mocárabes de la Sala de las dos Hermanas

Se sale del Patio de los Leones por el lado opuesto a la Sala de los Abencerrajes. Se pasa una puerta original de taracea, una de las más bellas del palacio, actualmente conservadas en el Museo de la Alhambra. El nombre de Dos Hermanas procede de las dos losas de mármol blanco que hay en el suelo a ambos lados de la fuente central, exactamente iguales en tamaño, color y peso. Tiene un mirador sobre la ciudad y comunicación directa con los baños.
Esta sala, al igual que toda la Alhambra, tiene poemas escritos en las paredes. En esta sala se puede leer uno que dice:

Sin par,
radiante cúpula hay en ella
con encantos patentes y escondidos

(...) Nunca vimos jardín tan verdeante,
de más dulce cosecha y más aroma.

En cada cuarto del harén hay dos puertecillas: una da al harén alto, otra es una letrina. No hay cocinas. Empleaban el anafre o cocinaban fuera. Su uso podía ser la escucha de música, aunque otras fuentes dicen que allí se reuniría la Sura (Consejo de Ministros).

### Sala de los Ajimeces
Al fondo de la sala anterior se encuentra esta sala, con un interesante techo de mocárabes rehabilitado en el siglo XVI.

### Mirador de Lindaraja

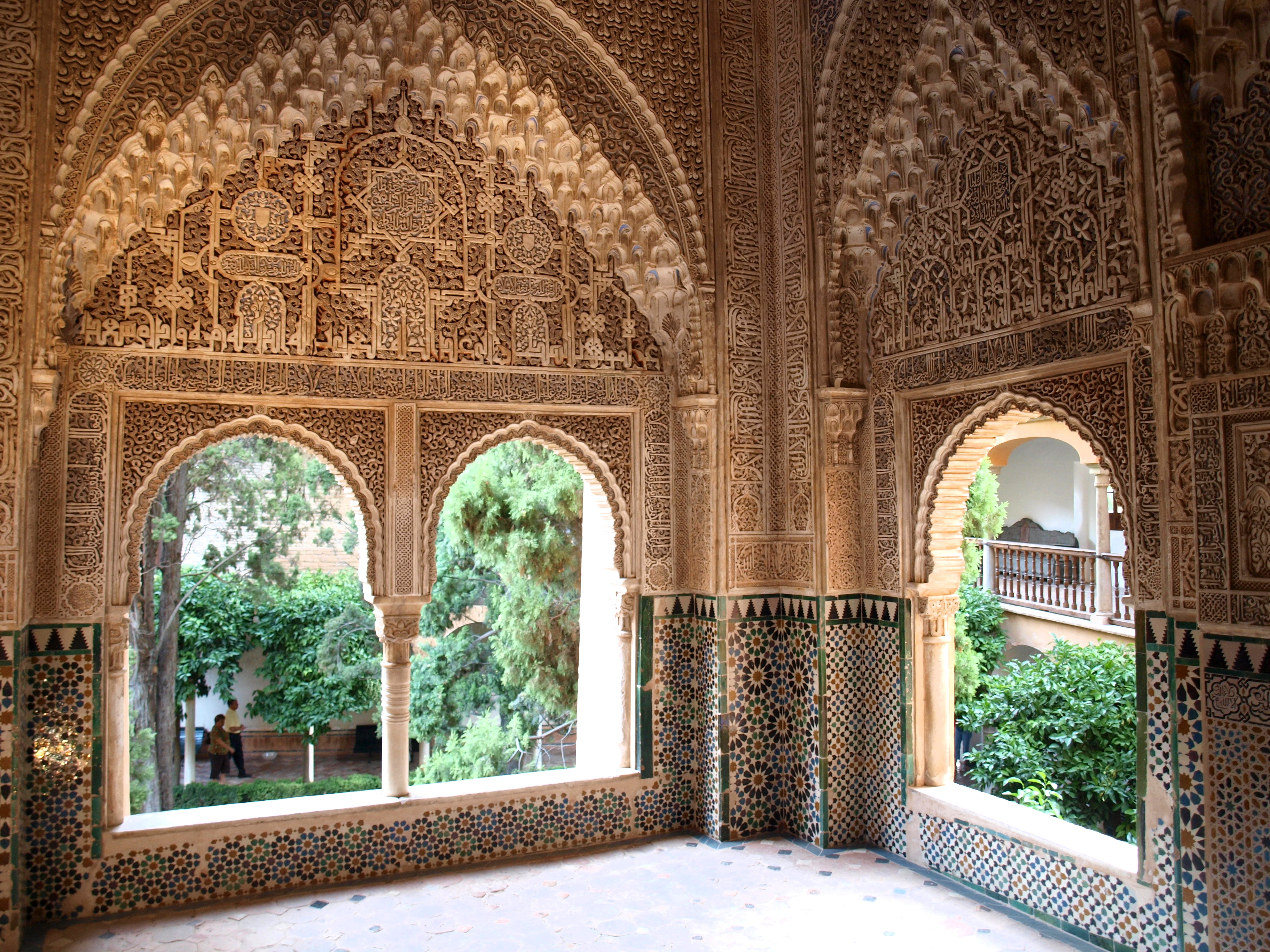
Mirador de Lin-dar-Aixa

A continuación de esta, el Balcón de Lin-dar-Aixa. Daba al valle del río Darro y se veía a lo lejos la ciudad. La construcción del Pabellón de Carlos V interrumpe ahora la vista. En el mirador de Lindaraja, se puede leer el siguiente poema: "Yo soy de este jardín el ojo fresco" (...) "En mi, a Granada ve, desde su trono", lo cual hace pensar que allí pudo estar situado el o un trono, aunque no es seguro.